# Enrico Fermi
(Discorso tenuto da Enrico Fermi nel 1947)
Enrico Fermi (Roma, 29 settembre 1901 – Chicago, 28 novembre 1954) è stato un fisico italiano naturalizzato statunitense.
Noto principalmente per gli studi teorici e sperimentali nell'ambito della meccanica quantistica e della fisica nucleare, tra i suoi maggiori contributi si possono citare la teoria del decadimento beta, la statistica di Fermi-Dirac e i risultati riguardanti le forze nucleari debole e forte.
Dopo l'attività di ricerca alla guida del gruppo dei cosiddetti "ragazzi di via Panisperna" a Roma, si trasferì negli Stati Uniti, dove progettò e guidò la costruzione del primo reattore nucleare a fissione, che produsse la prima reazione nucleare a catena controllata, e fu uno dei direttori tecnici del Progetto Manhattan, che portò alla realizzazione della bomba atomica. Fu, inoltre, tra i primi ad interessarsi alle potenzialità della simulazione numerica in ambito scientifico, nonché l'iniziatore di una feconda scuola di fisici, tanto in Italia quanto negli Stati Uniti.
Ricevette nel 1938 il premio Nobel per la fisica per «l'identificazione di nuovi elementi della radioattività e la scoperta delle reazioni nucleari mediante neutroni lenti». In suo onore, venne dato il nome a un elemento della tavola periodica, il fermio (simbolo Fm), a un sottomultiplo del metro comunemente usato in fisica atomica e nucleare, il fermi, nonché a una delle due classi di particelle della statistica quantistica, i fermioni.

## Biografia

### Infanzia e adolescenza

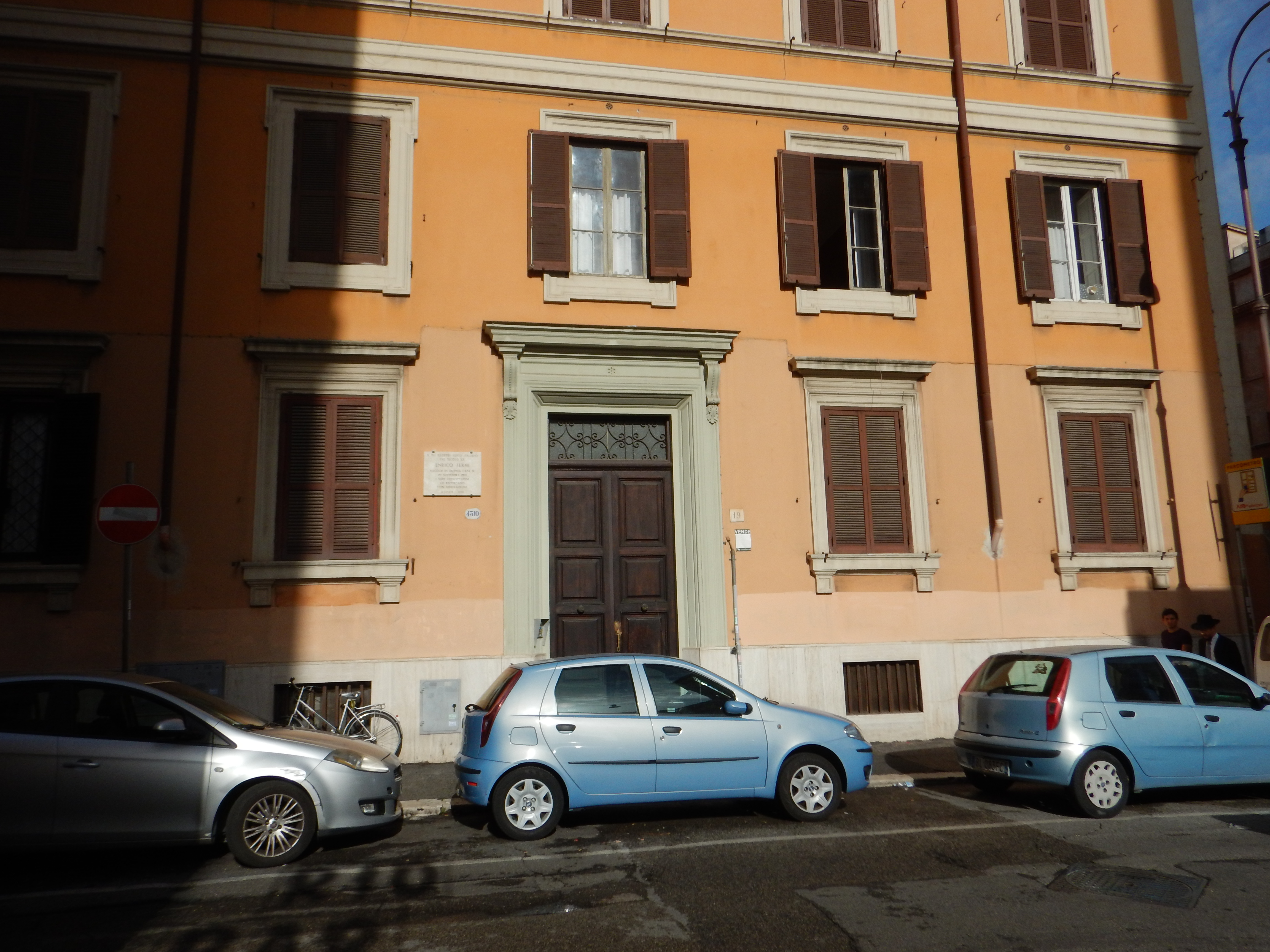
Roma: la casa natale di Enrico Fermi in via Gaeta 19

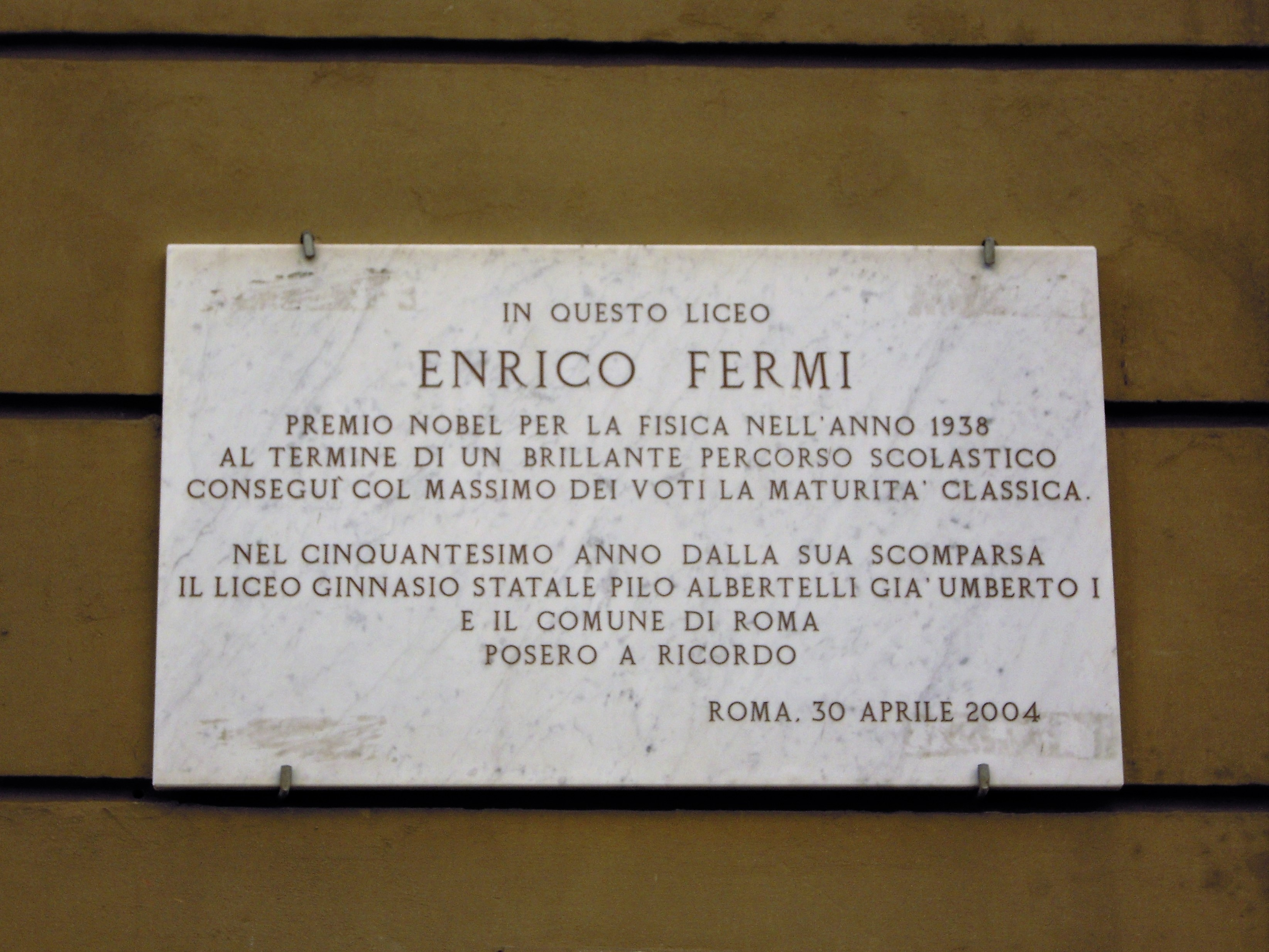
Roma: lapide in ricordo della maturità classica di Fermi in via Daniele Manin 72

Enrico Fermi nacque a Roma il 29 settembre 1901 da Alberto Fermi, piacentino, ispettore capo presso il Ministero delle poste e dei telegrafi, e da Ida De Gattis, barese, insegnante di scuola elementare nella capitale. Era l'ultimo di tre figli: la sorella primogenita Maria (nata il 12 aprile 1899 e morta il 26 giugno 1959 nel disastro aereo di Olgiate Olona) e il fratello Giulio, maggiore di un anno. Mostrò fin da piccolissimo di possedere una memoria eccezionale e una grande intelligenza, che gli permisero di primeggiare negli studi.
Fin dall'infanzia fu inseparabile dal fratello, che nel 1915 morì nel corso di un'operazione chirurgica per rimuovere un ascesso della gola. Enrico, per lenire il profondo dolore, si gettò nello studio e completò il ginnasio con un anno di anticipo presso il liceo Umberto I di Roma (oggi liceo classico "Pilo Albertelli").
Una delle prime fonti per soddisfare la sua fame di conoscenza fu un trattato del 1840 trovato al mercato romano di Campo de' Fiori, intitolato Elementorum physicae mathematicae, scritto da padre Andrea Caraffa, gesuita e professore presso il Collegio Romano." Le novecento pagine in latino, comprendenti argomenti di matematica, meccanica classica, astronomia, ottica e acustica, furono studiate approfonditamente dal giovane Fermi, come dimostra il ritrovamento di molti foglietti e annotazioni all'interno dei due tomi.
Importante fu anche la conoscenza di un amico del fratello, Enrico Persico, di un anno più anziano e suo compagno di liceo, insieme al quale sviluppò con continue discussioni e, dopo l'iscrizione all'università, con scambi epistolari, le sue conoscenze in fisica e matematica, già stimolate in entrambi da un loro comune insegnante di fisica del liceo, il professor Filippo Eredia. I due amici vinsero, nel 1926, due delle prime tre cattedre di fisica teorica (insieme ad Aldo Pontremoli) istituite in Italia.
Durante gli anni del liceo, conobbe inoltre un collega del padre e amico di famiglia, l'ingegner Adolfo Amidei, il quale, impressionato dalla sua straordinaria intelligenza, ne guidò la formazione, prestandogli diversi trattati di livello universitario che il giovane Fermi lesse con grande passione. In particolare, nel 1914, a tredici anni, ricevette in prestito da Amidei il testo Die Geometrie der Lage di Theodor Reye e il Traité de trigonométrie di Joseph-Alfred Serret; nel '15 gli prestò il Corso di Analisi Algebrica con introduzione al Calcolo Infinitesimale di Ernesto Cesaro e le Lezioni di geometria analitica di Luigi Bianchi; nel '16 le Lezioni di analisi infinitesimale di Ulisse Dini e nel '17 il Traité de mécanique di Siméon-Denis Poisson. Nel 1918 Amidei gli suggerì di iscriversi, anziché alla Sapienza di Roma, all'Università di Pisa e partecipare al concorso per entrare alla prestigiosa Scuola Normale Superiore della stessa città.

### Scuola Normale Superiore di Pisa

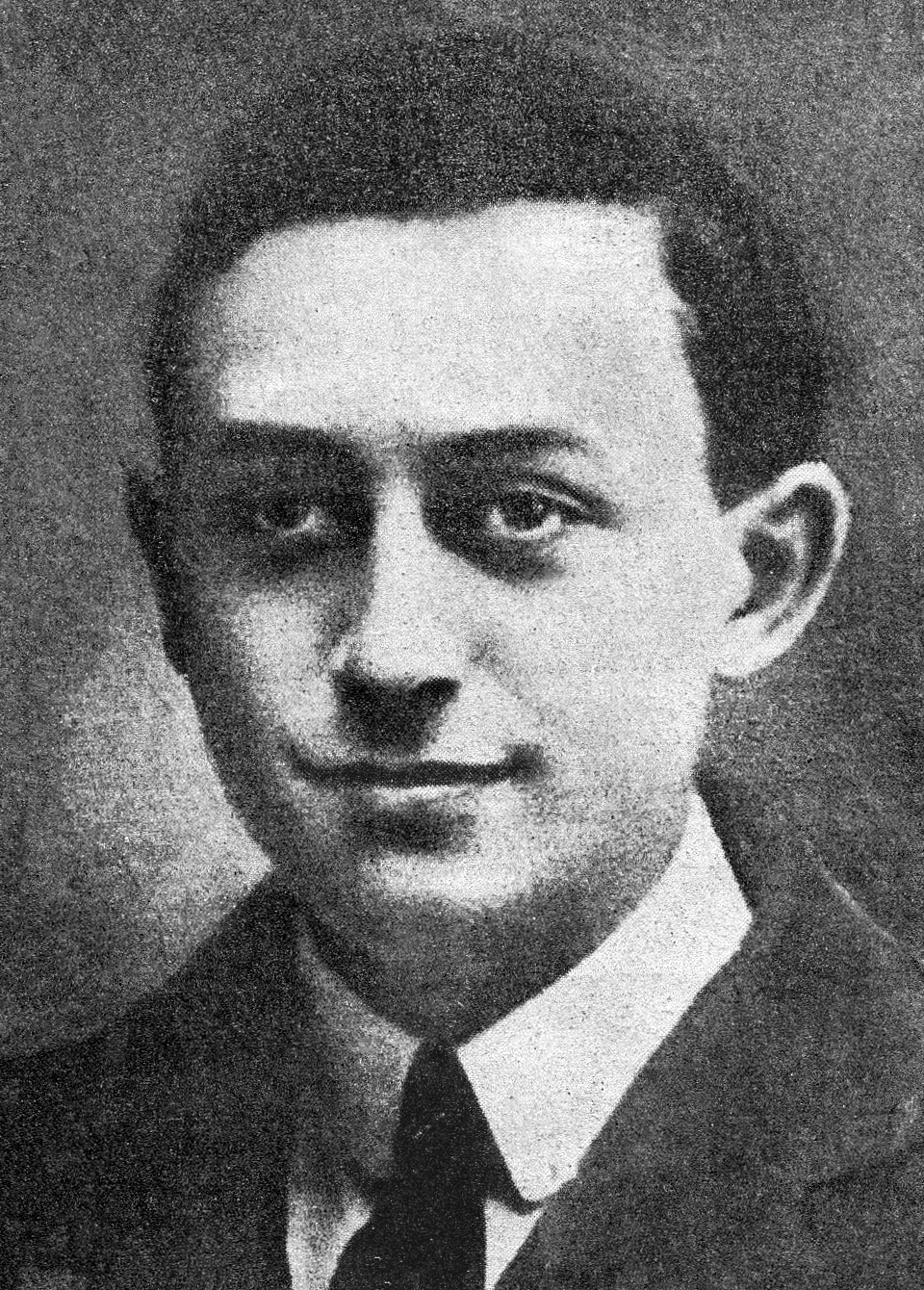
Fermi negli anni liceali

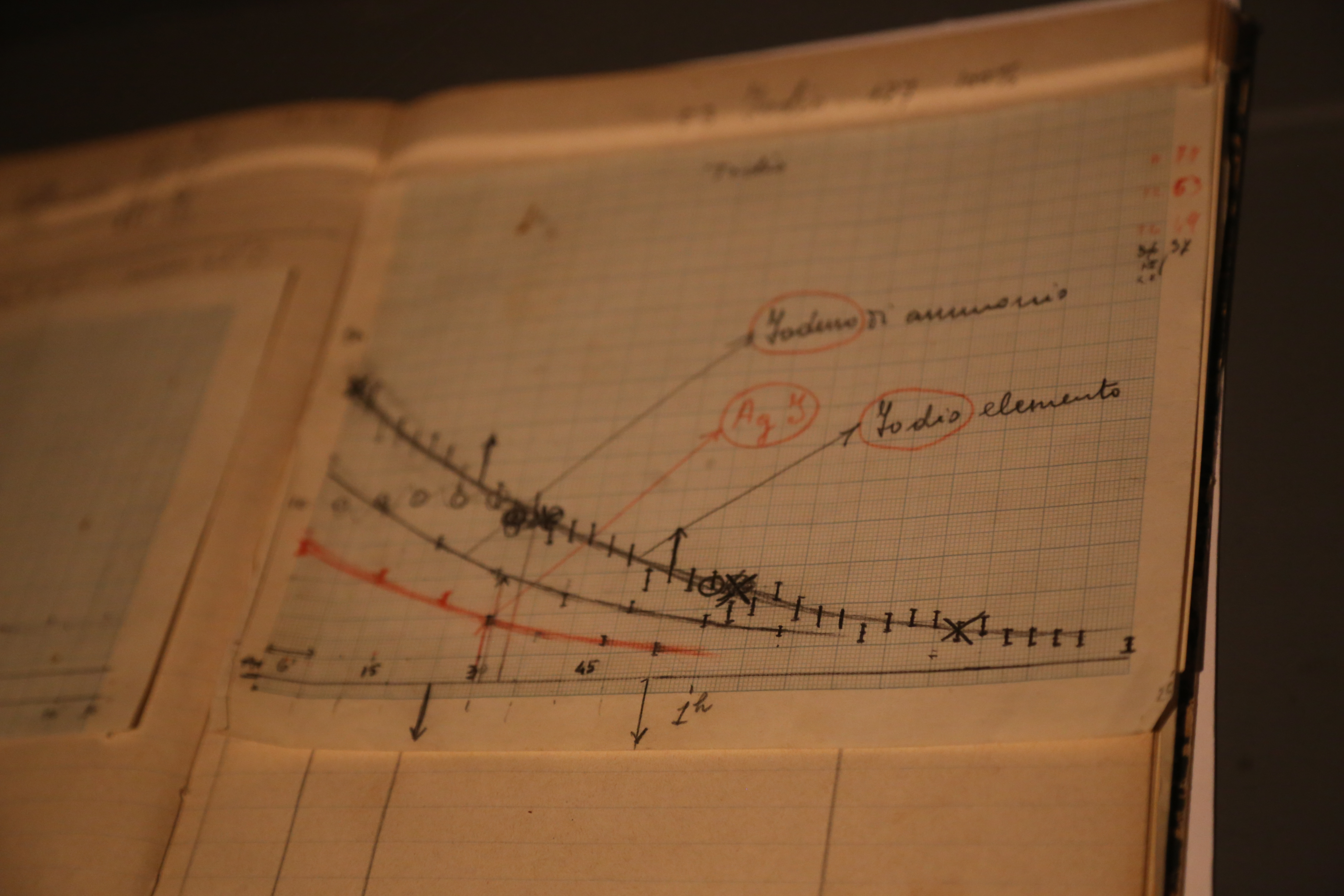
Appunti di Enrico Fermi, Thesauros, misurazioni di attivazione radioattiva dello iodio

Per accedere alla prestigiosa università, Fermi dovette superare un concorso con il seguente tema: Caratteri distintivi dei suoni e loro cause. L'argomento fu svolto con straordinaria sicurezza e assoluto possesso dei mezzi matematici. Basandosi su quanto appreso nei trattati di meccanica di Poisson e Chvol'son, utilizzando concetti come equazioni differenziali e sviluppo in serie di Fourier, descrisse esaustivamente il carattere del suono analizzando le vibrazioni di una sbarra con un estremo fisso. Il livello del suo svolgimento fu talmente elevato da riuscire sbalorditivo per la commissione esaminatrice. In seguito a un colloquio orale richiesto dal docente di geometria dell'Università di Roma Giulio Pittarelli, membro della commissione, venne confermata l'eccellenza della preparazione del diciassettenne Fermi, che ottenne il primo posto in graduatoria. Durante il colloquio Pittarelli si sbilanciò, preannunciando al giovane studente romano che sarebbe diventato un importante scienziato.
Fra il 1919 e il 1923 studiò la relatività generale, la meccanica quantistica e la fisica atomica. La sua preparazione in meccanica quantistica raggiunse livelli talmente elevati che Luigi Puccianti, direttore dell'Istituto di Fisica presso la Scuola Normale, gli chiese di organizzare alcuni seminari sul tema, e lo considerava "il suo esperto personale di relatività". Sempre in questo periodo apprese il calcolo tensoriale, strumento matematico inventato da Gregorio Ricci Curbastro e Tullio Levi-Civita, indispensabile al fine di dimostrare i principi della relatività generale.
Nel 1921, al terzo anno di università, pubblicò i suoi primi due lavori sulla rivista scientifica Nuovo Cimento: Sulla dinamica di un sistema rigido di cariche elettriche in modo transitorio e Sull'elettrostatica di un campo gravitazionale uniforme e sul peso delle masse elettromagnetiche. Il primo di questi lavori portò a una conclusione che poneva in contraddizione il calcolo della massa effettuato nell'ambito della teoria di Lorentz con il principio di equivalenza dell'energia di Einstein. Tale apparente contraddizione venne chiarita l'anno seguente dallo stesso Fermi nell'articolo Correzione di una grave discrepanza fra la teoria elettrodinamica e quella relativistica delle masse elettromagnetiche. Inerzia e peso dell'elettricità, dove la massa elettromagnetica è il contributo del campo elettromagnetico alla massa, che apparve prima sulla rivista I rendiconti e in seguito sulla prestigiosa rivista tedesca Physikalische Zeitschrift.
Nel 1922 pubblicò il suo primo importante lavoro sulla rivista Rendiconti dell'Accademia dei Lincei, dal titolo Sopra i fenomeni che avvengono in vicinanza di una linea oraria, dove introduceva per la prima volta quelle che furono in seguito denominate le coordinate di Fermi, e dimostrò che, in prossimità di una linea oraria, lo spazio si comporta come se fosse euclideo.

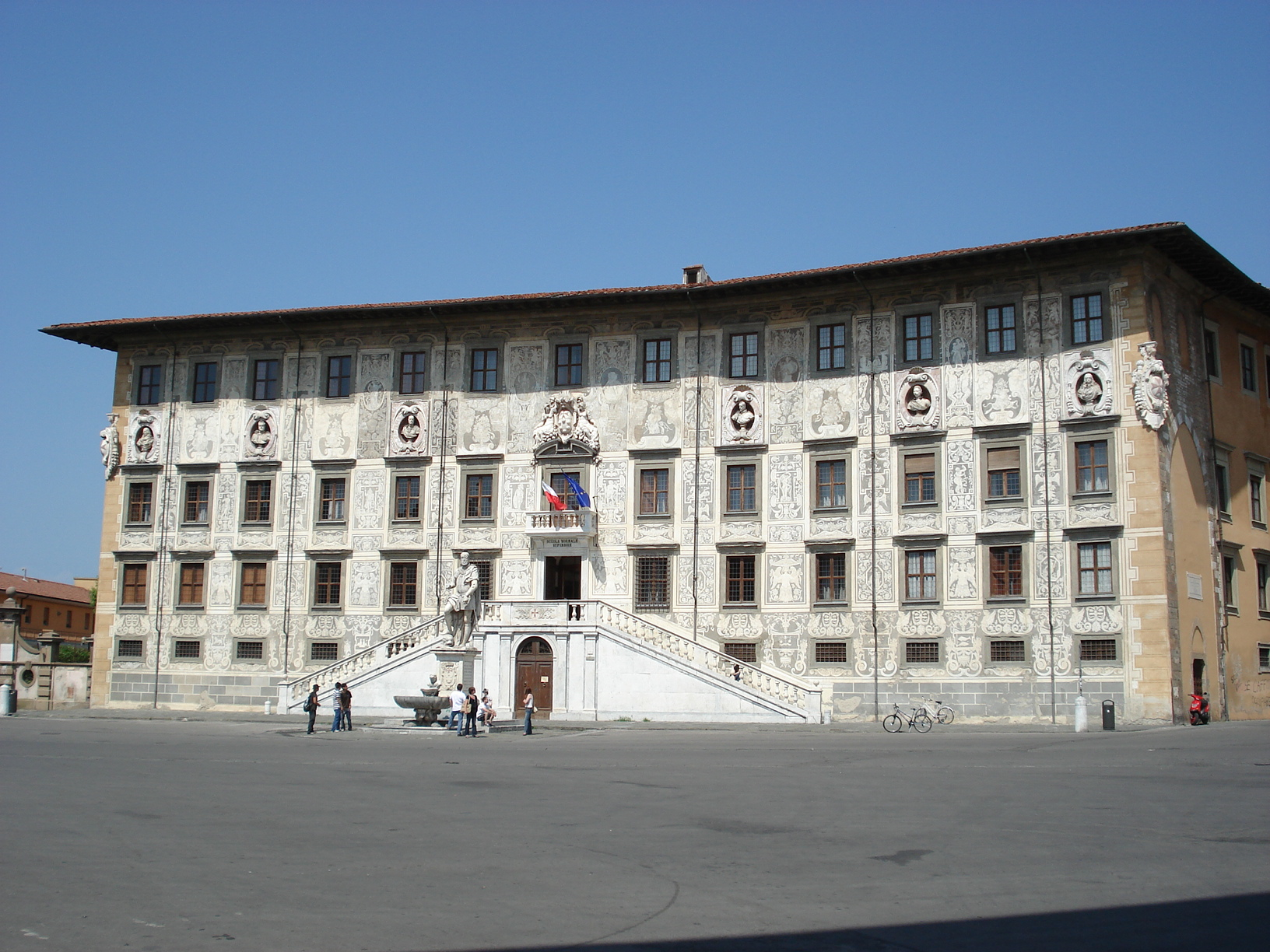
Facciata del Palazzo dei Cavalieri, sede della Scuola Normale Superiore di Pisa

Sempre nel 1922 cominciò la sua tesi di laurea sperimentale sulle immagini di diffrazione dei raggi X prodotte da cristalli curvi. È da notare che i tubi per i raggi X furono fabbricati da Fermi insieme ad altri due studenti: Nello Carrara e Franco Rasetti, nell'ambito dei loro esperimenti «liberi» all'interno del laboratorio di fisica presso l'Istituto di fisica della Normale. I tre ragazzi avevano libero accesso al laboratorio e alla biblioteca su permesso del capo dell'istituto stesso. Secondo Franco Rasetti, Fermi dimostrò di essere un fisico completo, svolgendo una tesi sperimentale pur essendo già noto come fisico teorico. Ad ogni modo, sembra che allora Fermi preferisse gli aspetti teorici rispetto a quelli sperimentali: in una lettera all'amico Persico, datata marzo 1922, fa capire che non vedeva l'ora di terminare la tesi per potersi dedicare alla meccanica quantistica. Il 4 luglio dello stesso anno si laureò presso l'ateneo pisano con Luigi Puccianti e il successivo 7 luglio si diplomò pure alla Normale; in entrambi i casi, ottenne la magna cum laude, anche se, in quest'ultima occasione, gli esaminatori si rifiutarono di stringergli la mano e di pubblicare la sua tesi, come avveniva di solito.
Nel 1923, in seguito alla scrittura dell'appendice del libro Fondamenti della relatività einsteiniana di August Kopff, Fermi, specializzatosi ulteriormente nello studio della relatività generale grazie a Giuseppe Armellini e Tullio Levi-Civita, pose per la prima volta l'accento sull'enorme quantità di energia insita nella famosa equazione E=mc², osservazione che può essere vista come il primo vero passo nella direzione della generazione di energia atomica.
Nel 1924 fu iniziato nella Loggia massonica "Adriano Lemmi" del Grande Oriente d'Italia a Roma.

### Periodo a Gottinga
Subito dopo la laurea, il giovane Fermi si presentò a Orso Mario Corbino, professore di fisica sperimentale, e, nel 1923, grazie a una borsa di studio, si recò per sei mesi a Gottinga presso la scuola di Max Born. Il periodo a Gottinga non si rivelò molto fruttuoso e le ragioni sembrano essere di vario tipo: c'è chi sostiene che non si trovò a suo agio con lo stile eccessivamente teorico e formale della principale scuola di fisica quantistica dell'epoca, chi, come Emilio Segrè, sostiene che Fermi era da un lato timido e da un lato troppo orgoglioso, e chi, anche, che i suoi colleghi (Born, Heisenberg, Pauli, Jordan e Marie Curie) non lo avevano apprezzato, giungendo persino a ignorarlo del tutto e a ostracizzarlo, come lo stesso Fermi confessò a Leona Woods Marshall Libby, sua collega del Progetto Manhattan.
Durante questi sei mesi, piuttosto che occuparsi di risolvere le contraddizioni della cosiddetta old quantum physics, introdotta da Bohr e Sommerfeld e su cui si stavano cimentando i suoi colleghi a Gottinga, preferì studiare i limiti di applicazione ai sistemi atomici del cosiddetto principio delle adiabatiche, enunciato da Paul Ehrenfest, che formulava una delle idee guida per ricavare le condizioni di quantizzazione della old quantum physics.
Nonostante il non perfetto ambientamento, la produzione scientifica di Fermi a Gottinga fu intensa. A un mese dall'arrivo, pubblicò un articolo dal titolo Il principio delle adiabatiche ed i sistemi che non ammettono coordinate angolari, articolo in cui si proponeva di determinare i limiti di validità del principio di Ehrenfest, mostrando che per particolari trasformazioni adiabatiche veniva a perdere la sua base.
Due mesi dopo pubblicò un secondo articolo sulla rivista Physikalische Zeitschrift, dal titolo Dimostrazione che in generale un sistema meccanico normale è quasi ergodico, articolo che attrasse l'attenzione di Ehrenfest.
In questo articolo, dal titolo Alcuni teoremi di meccanica analitica importanti per la teoria dei quanti, Enrico Fermi dimostra la validità del principio di Ehrenfest per determinare le orbite quantiche di un sistema atomico a tre corpi, dimostrando, inoltre, che in sistemi con più di una costante di moto il principio di Ehrenfest non è valido.

### Ritorno da Gottinga e periodo a Leida
Tornato da Gottinga, scrisse il suo primo importante contributo alla meccanica quantistica intitolato Sulla probabilità degli stati quantici, lavoro presentato da Corbino all'Accademia dei Lincei il 16 dicembre 1923. In questo lavoro mostra il paradosso della statistica classica in relazione al calcolo della probabilità dei diversi stati quantici di un gas di atomi a temperatura elevata. Secondo la statistica classica i diversi stati quantici di un atomo hanno la medesima probabilità, ipotesi che porta paradossalmente la somma delle probabilità di tutti i possibili stati quantici a infinito, quando la probabilità massima di qualunque sistema è per definizione uguale a 1. La soluzione formale a questa contraddizione era quella di un'ipotesi ad hoc al fine di definire come non possibili tutte le orbite di stati quantici per cui il raggio dell'atomo è maggiore della distanza media tra atomo e atomo. Fermi risolse elegantemente tale paradosso calcolando mediante la termodinamica una legge contenente un fattore che rende trascurabili i contributi della serie con numeri quantici elevati. Tale approccio è noto in letteratura come Fermi-Urey.

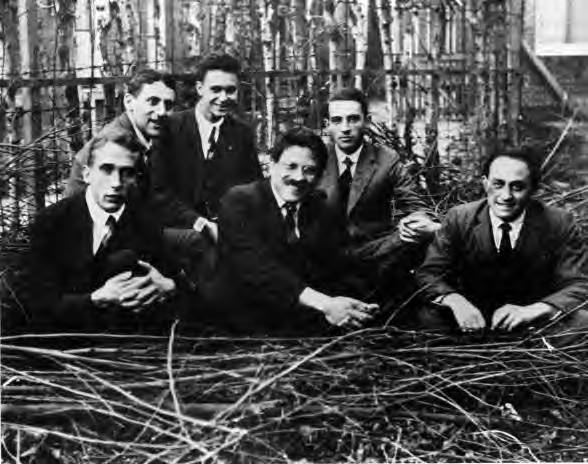
Il gruppo di studiosi di Leida. Ehrenfest è in centro, con gli occhiali; Fermi è il primo a destra.

Nel gennaio del 1924 Fermi pubblica un lavoro dal titolo Sopra la riflessione e la diffusione della risonanza, in cui sviluppa la teoria del fenomeno della risonanza ottica. Nello stesso mese scrisse anche Considerazioni sulla quantizzazione di sistemi che contengono elementi identici, che rappresenta il primo vero passo verso quella che sarà una delle sue principali scoperte da lì a due anni: la nuova statistica quantistica che porta il nome di statistica di Fermi-Dirac.
Grazie all'interessamento del famoso matematico Vito Volterra, Fermi vinse una borsa di studio della Fondazione Rockefeller per un periodo di studio nell'autunno del 1924 a Leida presso l'istituto diretto da Paul Ehrenfest. Tale scelta deriva in parte dalla scarsa presenza all'epoca in Italia di personalità impegnate nelle ricerche sulla meccanica quantistica.
Nell'estate del 1924 pubblicò un articolo dal titolo Sulla teoria dell'urto fra atomi e corpuscoli elettrici, pubblicato prima in italiano sul Nuovo Cimento e in seguito in tedesco su Zeitschrift für Physik. Tale studio rappresenta il primo importante contributo di Fermi alla cosiddetta old quantum physics. Nell'articolo menzionato, Fermi elaborò un metodo, conosciuto in seguito come metodo dei quanti virtuali o metodo dei fotoni equivalenti, basato sull'analogia fra la ionizzazione di un atomo prodotta da una luce a una opportuna frequenza e quella prodotta da elettroni con sufficiente velocità. Con le sue stesse parole:
Il lavoro, benché fosse stato sperimentalmente provato, trovò forti critiche da parte di Bohr. Fermi fu negativamente colpito da questo episodio e, secondo Emilio Segrè, questo potrebbe essere il motivo per cui Enrico Fermi ha mostrato successivamente un atteggiamento negativo verso le teorie elaborate dai fisici di Gottinga e Copenaghen. Lo stesso Emilio Segrè fa notare che, una volta stabilite in maniera precisa le leggi della meccanica quantistica, il lavoro sopra citato trovò piena giustificazione mediante la teoria delle perturbazioni dipendenti dal tempo sviluppata da Dirac.
A Leida, oltre ad approfittare della guida scientifica di Ehrenfest, Fermi ebbe anche modo di conoscere autorità mondiali della fisica, come Einstein e Lorentz, e strinse amicizia con Samuel Goudsmit e Jan Tinbergen.
Le prime impressioni del periodo a Leida sono riportate in una lettera del 23 ottobre 1924 al suo amico Enrico Persico:
Einstein che è stato qui per una ventina di giorni; persona molto simpatica benché porti il cappello a larga tesa per darsi l'aria di un genio incompreso. È stato preso da una simpatia vivissima per me, che non poteva fare a meno di dichiararmi ogni volta che mi incontrava (peccato che non sia una bella bimba!) Ehrenfest anche lui molto simpatico e cortese, benché non sfigurerebbe in un negozio di abiti usati al ghetto. [...] Lorentz, caratteristica essenziale occhi di fuoco benché azzurri. Ho conosciuto poi parecchi altri, tra cui parecchi giovani che non hanno ancora un nome, ma che probabilmente se lo faranno.»
Il periodo a Leida fu particolarmente fruttuoso. Nella corrispondenza fra Fermi e Persico si parla delle numerose scoperte fatte da Fermi a Leida. Una su tutte fu descritta in un lavoro pubblicato con il titolo Sopra l'intensità delle righe multiple, dove Fermi ricava le espressioni dell'intensità delle varie componenti delle righe multiple degli spettri atomici di diversi elementi. L'accordo trovato con i dati sperimentali fu migliore di quello di Heisenberg e Sommerfeld nella trattazione teorica del problema.

### Ritorno da Leida e inizio della carriera universitaria
Fra il 1924 e 1925 Fermi fu chiamato, su invito del sindaco di Firenze e direttore dell'istituto di fisica Antonio Garbasso, a occupare la cattedra di fisica matematica presso l'ateneo cittadino. Durante questo periodo, iniziò alcune ricerche di fisica atomica con il ritrovato amico Franco Rasetti. I due amici portarono avanti importanti ricerche sperimentali sugli spettri atomici per mezzo di campi a radiofrequenza, e con le stesse parole di Rasetti:
Le ricerche furono anche in qualche modo avventurose, sempre con le parole di Rasetti:
Fra il 1924 e 1925 Fermi cerca di fare carriera universitaria, ben conscio delle sue capacità. Prima partecipa a un concorso a cattedra a Firenze senza aver successo. In seguito, insieme a Volterra, Civita e Corbino, cerca di istituire la prima cattedra di fisica teorica in Italia a Roma. Ma dovrà aspettare un altro anno e mezzo per riuscire in questa impresa.
Nel frattempo tenta di vincere il concorso a Cagliari per la fisica matematica, ma gli viene preferito Giovanni Giorgi, un fisico matematico di vecchia guardia, noto soprattutto per aver proposto il sistema internazionale di unità di misura. Fra i commissari vi erano Volterra e Levi-Civita che votarono per Fermi. Secondo Segrè, la mancata vittoria nel concorso fu ritenuta "ingiusta" da Fermi, che continuò a serbare rancore nei confronti di coloro che gli avevano preferito Giorgi. Tuttavia, la rabbia per la mancata nomina non durò a lungo. Nell'autunno del 1926 Fermi vinse il concorso per occupare il posto della prima cattedra di fisica teorica in Italia, su nomina di Corbino e Garbasso. Nel giudizio finale della commissione giudicante si legge:

### La scoperta della statistica delle particelle

Rappresentazione dell'occupazione da parte di fermioni (ad esempio elettroni) dei livelli energetici di un materiale secondo la statistica di Fermi-Dirac per diverse temperature

Nel periodo precedente e antecedente a questa nomina, Fermi continuò a interessarsi alla meccanica quantistica, ma come riporta lui stesso in una lettera all'amico Persico del 1925, non era convinto della nuova meccanica quantistica o cosiddetta meccanica delle matrici, sviluppata da Born, Heisenberg e Jordan.
Fermi piuttosto, come riporta Emilio Segrè, si lasciò colpire dal lavoro di Schrödinger sulla meccanica ondulatoria. In questo periodo, partendo da un lavoro di Born in cui il formalismo di Schrödinger veniva usato per comprendere urti e diffusione fra le particelle, insieme con una prima interpretazione probabilistica della funzione d'onda, Fermi pubblicò un lavoro dal titolo Sulla meccanica ondulatoria dei processi d'urto. Finalmente, nel dicembre 1925, Fermi scrisse il suo celebre lavoro Sulla quantizzazione del gas perfetto monoatomico, che venne presentato da Corbino alla Accademia dei Lincei e pubblicato in versione ampliata e completa su Zeitschrift für Physik.
In questo lavoro Fermi formula per la prima volta la sua celebre equazione della statistica di Fermi-Dirac, a cui obbediscono le particelle elementari a spin semintero (chiamate in suo onore fermioni), che è oggi nota come statistica antisimmetrica Fermi-Dirac, dal nome dello scienziato inglese Paul Dirac, che seppur in ritardo di circa sei mesi rispetto a Fermi, giunse alle stesse conclusioni. In una lettera scritta in inglese, inviata da Fermi a Dirac il 25 ottobre 1926, si legge:
Nel suo interessante lavoro, Sulla teoria della meccanica quantistica (Proc. Roy. Soc. 112,661, 1926) Lei propone una teoria del gas ideale basata sul principio di esclusione di Pauli. Ora, una teoria del gas ideale che è praticamente identica alla sua è stata pubblicata da me all'inizio del 1926 (Zs. f. Phys. 36, p. 902; Lincei Rend. Febbraio 1926). Siccome lei non ha visto il mio articolo, immagino, la prego di prenderlo in considerazione.
Sinceramente suo
Enrico Fermi.»

#### Genesi della statistica delle particelle
Fermi cominciò a occuparsi per la prima volta di statistica delle particelle nel 1923 a Leida, quando affrontò la determinazione della costante assoluta dell'entropia per un gas perfetto monoatomico. Tale problema aveva già visto coinvolto prima Otto Sackur e Hugo Martin Tetrode e in seguito Otto Stern. Fermi pubblicò nel 1923 su Rendiconti dell'Accademia dei Lincei un articolo dal titolo Sopra la teoria di Stern della costante assoluta dell'entropia rifiutando la struttura di base della sua teoria, e con le sue parole:
L'anno successivo pubblicò su Nuovo Cimento l'articolo dal titolo Considerazione sulla quantizzazione dei sistemi che contengono elementi identici. In questo articolo Fermi mostra come le regole di quantizzazione di Sommerfeld predicono sì perfettamente le frequenze dello spettro dell'atomo di idrogeno, ma non danno sicurezza alcuna per gli spettri di atomi più complessi. Egli afferma:
In questo lavoro mi propongo di mostrare come ci siano delle ragioni che inducono a credere che l'insuccesso sia dovuto piuttosto all'insufficienza delle condizioni di Sommerfeld a calcolare le orbite statiche, di quei sistemi che, indipendentemente dall'ammettere o non la separazione delle variabili, contengono alcune parti identiche (nel caso dell'atomo di elio per esempio i due elettroni sono tra di loro non distinguibili).»
Fermi concluse che le regole di quantizzazione di Sommerfeld non bastassero più per ricavare la formula Sackur-Tetrode per l'entropia:
Nel 1925 Wolfgang Pauli enunciò quello che va sotto il nome di principio di esclusione di Pauli. Fermi come ricorda Rasetti
L'obiettivo di Fermi era chiaro: egli voleva
Al fine di poter applicare il principio di esclusione di Pauli per gli elettroni orbitali dell'atomo alle molecole di un gas perfetto, Fermi dovette affrontare il problema della quantizzazione del loro moto. A questo proposito Fermi impose che le molecole del gas fossero soggette a un campo di forze elastiche attrattive tridimensionali sul modello dell'oscillatore armonico. Ricorda Rasetti:
Come conseguenza dell'uso del potenziale armonico, Fermi, sfruttando il principio delle adiabatiche di Ehrenfest, riuscì a stabilire che esiste una temperatura critica al di sotto della quale la statistica di un gas di particelle devia fortemente dalla statistica classica di Boltzmann. In seguito ottenne le espressioni per un gas fortemente degenere (al di sotto della temperatura critica) della pressione e dell'energia di punto zero, e una formula per il calore specifico a volume costante che tende a zero linearmente con la temperatura. Riottenne anche l'equazione classica di un gas perfetto e un valore dell'entropia coincidente con quello di Sackur-Tetrode.
La statistica scoperta da Fermi è del tutto generale, nel senso che vale per un gran numero di particelle. Le particelle scoperte finora possono essere divise in due gruppi: quelle descritte da Fermi, con spin semi intero, denominate fermioni (come il protone, il neutrone e l'elettrone), e quelle con spin intero, dette bosoni (come il fotone), che obbediscono alla statistica di Bose-Einstein. Lo spin determina una funzione d'onda totalmente asimmetrica per i fermioni e totalmente simmetrica per i bosoni. Le relazioni fra le due statistiche quantistiche sono state messe in luce da Dirac. A Fermi invece bisogna dare atto di aver reso il principio di Pauli un principio di fisica generale.

#### Applicazione della statistica e riconoscimento della sua importanza
Nel dicembre del 1926 il fisico britannico Ralph Fowler applicò la statistica di Fermi-Dirac per un problema di astrofisica riguardante le cosiddette nane bianche. Lo stesso Pauli applicò la statistica per uno studio riguardante sostanze paramagnetiche. Nel 1927, in occasione del centenario della morte di Alessandro Volta, fu organizzato a Como da Corbino un importante congresso internazionale a cui presero parte tutti i principali scienziati del mondo. Il congresso voleva essere la risposta italiana alle Conferenze Solvay, il principale consesso di fisici del tempo nell'ambito delle ricerche sulla relatività e la meccanica quantistica, al quale non era mai stato invitato in precedenza alcun fisico italiano, nemmeno Guglielmo Marconi, considerato un inventore e non uno scienziato vero e proprio. Durante tale congresso, Sommerfeld mostrò come una serie di fenomeni termici ed elettrici non interpretabili con le teorie classiche, trovassero immediata spiegazione grazie alla nuova statistica di Fermi-Dirac. Rasetti ricorda:
Nel 1927 lo stesso Fermi applicò la sua stessa statistica al cosiddetto modello atomico di Thomas-Fermi. In tale modello gli elettroni sono ipotizzati essere come un gas degenere di Fermi, mantenuti intorno al nucleo dalla forza coulombiana. Fermi e i suoi allievi usarono tale modello per studiare le proprietà degli atomi che variano regolarmente al variare del numero atomico. A proposito di questo periodo e in generale sul metodo di lavoro di Fermi sono interessanti le parole di Amaldi:

### L'Istituto di Via Panisperna e la fisica nucleare italiana

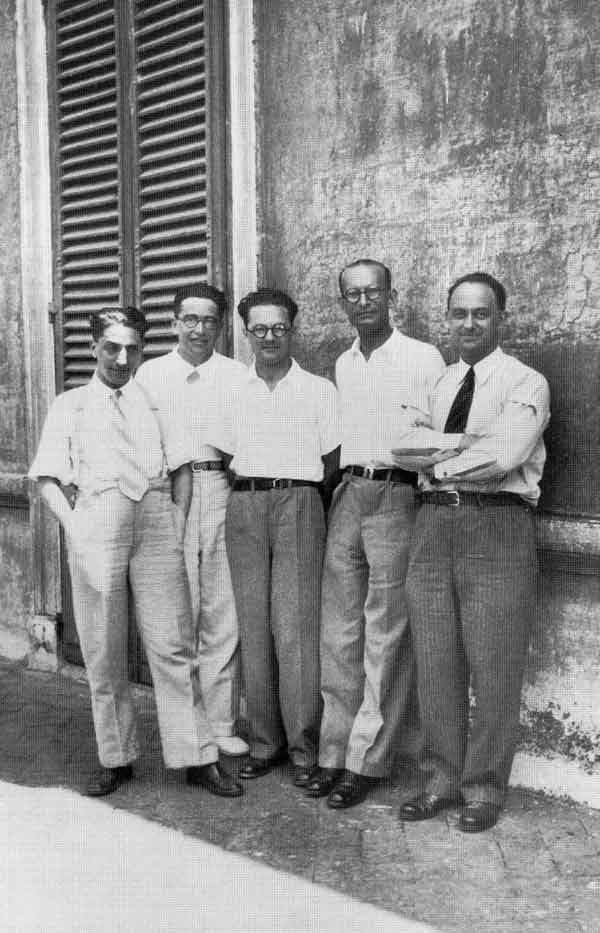
I ragazzi di via Panisperna. Da sinistra: Oscar D'Agostino, Emilio Segrè, Edoardo Amaldi, Franco Rasetti ed Enrico Fermi. Foto scattata da Bruno Pontecorvo.

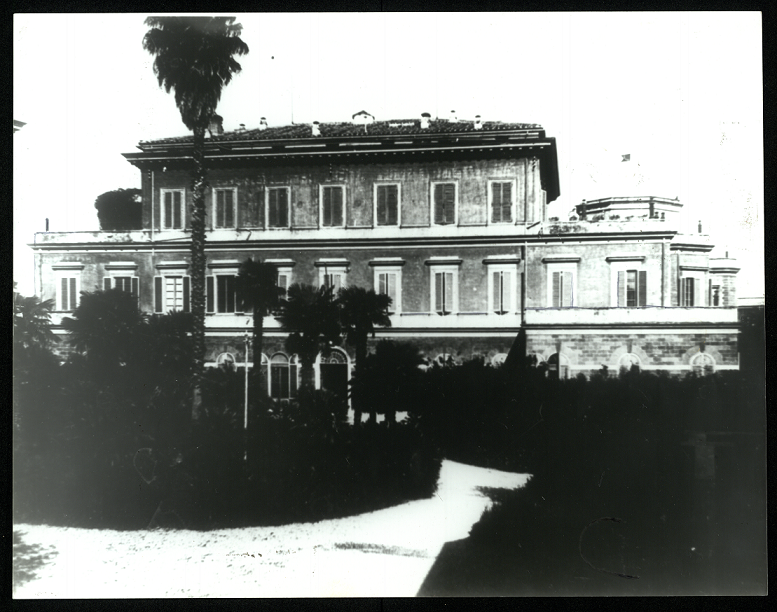
Il Regio Istituto di Fisica di via Panisperna. Foto del 1930 circa, tratta dal Fondo Lodovico Zanchi e conservata presso l'Archivio personale dei Fisici della Biblioteca del Dipartimento di Fisica di Sapienza Università di Roma.

Quando Enrico Fermi occupò la cattedra di fisica teorica a Roma, cercò, congiuntamente con Corbino, di trasformare l'Istituto di via Panisperna in un centro di avanguardia a livello mondiale. In questo contesto Fermi necessitava di collaboratori adatti, al fine di formare il gruppo che più tardi divenne famoso come i "ragazzi di via Panisperna", dal nome della via nella quale erano ubicati i laboratori (ora parte del complesso del Viminale e del Ministero dell'interno). Il primo a essere assunto fu Franco Rasetti, al quale fu assegnato il compito di portare avanti le ricerche nel campo della fisica atomica. In seguito lo stesso Corbino, durante una lezione presso la facoltà di Ingegneria, annunciò che presso il suo istituto vi era posto per chi avesse interesse nella fisica pura.
Così nel 1927-1928 Emilio Segrè, Edoardo Amaldi ed Ettore Majorana completarono il gruppo. Fermi aveva così, grazie anche al forte interessamento di Corbino, la sua scuola formata da allievi giovanissimi, dove, attraverso seminari informali e spesso improvvisati, insegnava i segreti della fisica. Il gruppo dei ragazzi di via Panisperna, all'apice del suo splendore, fu costituito da Amaldi, Bruno Pontecorvo, Rasetti, Segrè, Majorana e dal chimico Oscar D'Agostino. Il gruppo proseguì con i suoi famosi esperimenti fino al 1935, quando Rasetti lasciò l'Italia per il Canada e poi per gli Stati Uniti, Pontecorvo andò in Francia e Segrè preferì andare a insegnare a Palermo.
Segrè ricorda così la maniera di fare lezione al gruppo da parte di Fermi:
L'attività di ricerca del gruppo durante questo periodo è ricordata da Rasetti con le sue stesse parole:

Fermi in toga accademica (al centro) con Franco Rasetti (a sinistra) ed Emilio Segrè (a destra)

Le ricerche di quel periodo si concentrarono sull'effetto Raman in molecole e cristalli, sugli spettri di assorbimento dei metalli alcalini e sulle strutture iperfini delle righe spettrali. Nel 1929 Fermi e Rasetti compresero che la ricerca sulla spettroscopia e la fisica atomica stava per volgere alla fine, dato che la meccanica quantistica aveva risolto la maggior parte delle questioni aperte. Il nuovo corso del gruppo fu di investigare il nucleo dell'atomo. Corbino, in un celebre discorso intitolato I nuovi compiti della fisica sperimentale, si fece carico davanti alla Società Italiana per il Progresso delle Scienze del progetto di modernizzare la ricerca scientifica in Italia. Rasetti, Fermi e Corbino si fecero pertanto promotori della nuova politica scientifica che doveva basarsi sulla fondazione di laboratori di ricerca ben attrezzati, sulla formazione di ricercatori sia teorici sia sperimentali, e soprattutto sulla concentrazione di finanziamenti, risorse materiali e umane, nei settori più promettenti.
Il nuovo corso veniva così delineato da Corbino:
Il 29 marzo 1929 Fermi è nominato da Mussolini membro della Reale Accademia di Italia e si iscrive al partito fascista. Fermi, in seguito, cercò di ottenere ulteriori finanziamenti per il suo istituto, finanziamenti che arrivarono tramite fondi del CNR e che ammontavano a circa dieci volte il valore medio dei finanziamenti degli altri istituti.

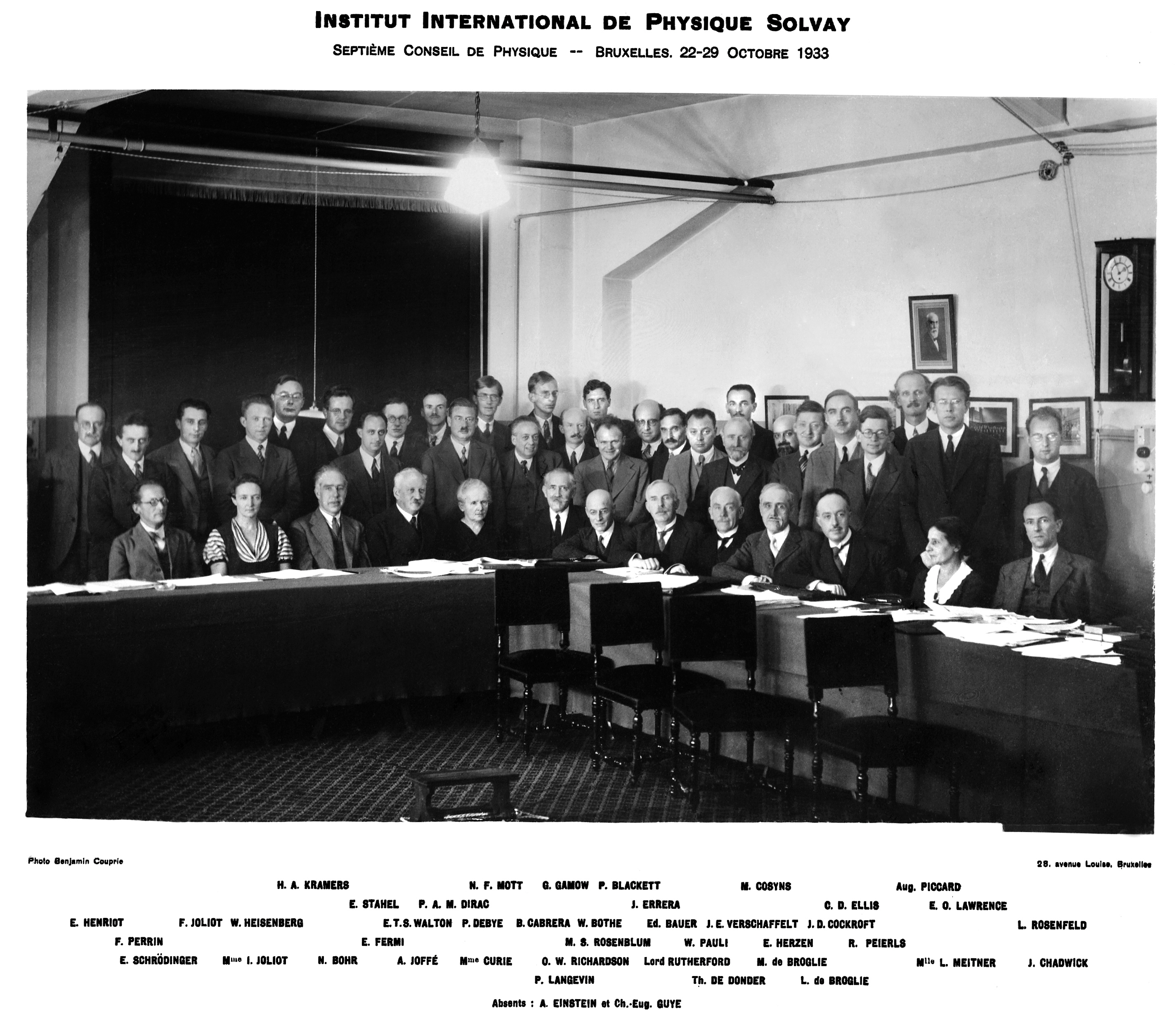
Gli scienziati riuniti alla 7ª Conferenza Solvay del 1933. Fermi, il primo scienziato italiano a esservi invitato, è il quinto da sinistra della prima fila in piedi.

Insieme con Antonio Garbasso evitò che i finanziamenti fossero mal distribuiti e li concentrò sulla fisica nucleare e sulla fisica dei raggi cosmici. Quando Fermi focalizzò le sue ricerche sul nucleo, si era già a conoscenza che la maggior parte dei nuclei esistenti era di natura stabile, e che altri sono radioattivi. In caso di decadimento radioattivo se ne conoscevano di tre tipi: tramite emissione di una particella {\displaystyle \alpha } o tramite l'emissione di una particella {\displaystyle \beta }, e in genere accompagnati dall'emissione di un fotone {\displaystyle \gamma }. Compito della fisica nucleare era quello di studiare le forze che tengono insieme il nucleo. Infatti, attraverso la meccanica quantistica, si era in grado di spiegare solo, e approssimativamente, l'emissione di particelle {\displaystyle \alpha }.
Al fine di comprendere meglio il problema, Fermi organizzò a Roma, fra l'11 e il 17 ottobre 1931, il Congresso internazionale di fisica nucleare del 1931, promosso dalla Fondazione Volta, insieme alla Reale Accademia d'Italia e al CNR, di cui Fermi era segretario del comitato di fisica.
Il congresso fu finanziato con duecentomila lire, una cifra enorme per l'epoca, e aperto con un intervento dello stesso Mussolini. L'organizzazione scientifica del congresso fu affidata a Fermi che personalmente invitò i più grandi scienziati mondiali, definendo direttamente il taglio degli interventi, e chiedendo espressamente di esporre non solo i problemi già risolti, ma soprattutto quelli non risolti.
Il congresso ebbe un'importanza scientifica enorme e vide la partecipazione di Marie Curie, Niels Bohr, Patrick Blackett, Robert Millikan, Arthur Compton, Werner Heisenberg e Wolfgang Pauli. Il congresso fu un catalizzatore di idee e soprattutto mise a fuoco le questioni centrali, teoriche e sperimentali, ancora aperte. Wolfgang Pauli, per esempio, avanzò per la prima volta l'esistenza di una nuova particella, che, secondo Segrè, Fermi per la prima volta propose di chiamare neutrino, per spiegare gli spettri continui degli atomi radioattivi durante il processo di "decadimento {\displaystyle \beta }". Ipotesi contrastata da Bohr, secondo cui in questo modo si violava la legge di conservazione dell'energia. Al contrario Fermi vedeva l'ipotesi favorevolmente. Il congresso si concluse con le seguenti parole di Corbino:
Tale profezia si rivelò corretta. Nel febbraio del 1932 James Chadwick scoprì al Cavendish Laboratory di Cambridge il neutrone. Nel settembre del 1932 Carl David Anderson al CalTech scoprì il positrone, risultato che venne poco dopo confermato da Patrick Blackett e Giuseppe Occhialini a Cambridge, dove crearono coppie elettrone/positrone confermando così la teoria di Dirac. Lo stesso anno Urey, Brickwedde e Murphy scoprirono il deuterio. Nel luglio 1932 una relazione congressuale accennò per la prima volta al neutrino di Pauli.
In seguito alle pubblicazioni di Chadwick sull'esistenza del neutrone, Ettore Majorana propose un modello di atomo dove il nucleo era composto dai soli protoni e neutroni, elaborandone una teoria delle forze nucleari che li tengono insieme. Tali forze sono note oggi come "forze di scambio" o forze di Majorana. Nell'ottobre del 1933, durante il settimo congresso Solvay, Pauli si convinse finalmente a pubblicare le sue teorie sul neutrino.

### Teoria del decadimentoβ
Due mesi dopo la VII Conferenza Solvay, Fermi pubblicò il suo celebre lavoro sulla teoria del decadimento beta dal titolo: Tentativo di una teoria dei raggi β. Rasetti ne ricostruisce così la genesi:

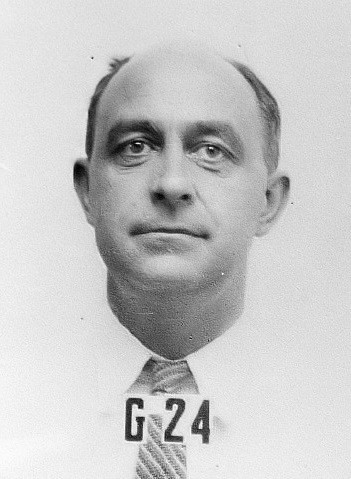
Il badge di Fermi a Los Alamos

Nella teoria di Fermi, egli riprendeva l'ipotesi di Pauli del neutrino, e assunse che neutrone e protone fossero due stati differenti dello stesso oggetto, aggiungendo anche l'ipotesi che assumeva che l'elettrone espulso durante il procedimento di decadimento β non preesistesse nel nucleo prima di essere espulso, ma che venisse creato, insieme al neutrino nel processo di decadimento contemporaneamente alla trasformazione di un neutrone in un protone, analogamente a quello che avviene nella formazione di un quanto di luce che accompagna un salto quantico di un atomo. Per costruire la teoria del processo di decadimento beta, processo in cui il numero di particelle leggere non si conserva, Fermi ricorse al formalismo elaborato da Dirac all'interno della sua teoria quantistica della radiazione relativa all'interazione dell'elettrone con il corpo elettromagnetico. All'interno della sua teoria, Dirac descrive gli operatori di costruzione e distruzione che definiscono il processo di annichilimento o creazione di una particella una volta che abbia interagito con il campo elettromagnetico.
Fermi dimostrò che così come l'interazione elettromagnetica produce la conversione di un fotone in una coppia elettrone-positrone, così l'interazione di Fermi, oggi chiamata interazione debole, produce la trasformazione di un neutrone in un protone (o viceversa), accompagnato dalla creazione di un elettrone e di un neutrino.
Al fine di calcolare la probabilità con cui il processo avviene, Fermi costruì la funzione hamiltoniana più semplice e compatibile con le leggi di conservazione e di simmetria. La costante di grandezza che compare nell'hamiltoniana fu determinata da un confronto con dati sperimentali. Tale costante per l'interazione debole ha un significato analogo a quella della gravitazione. Nel suo lavoro, rifiutato dalla rivista Nature perché ritenuto "troppo lontano dalla realtà fisica", e accettato in seguito, prima su Nuovo Cimento e poi sulla Zeitschrift für Physik, Fermi calcolò la vita media del decadimento β, l'energia spettrale dell'elettrone emesso e le cosiddette regole di selezione del processo. A proposito di questo lavoro, Segrè ricorda:
La teoria di Fermi aprì un nuovo campo della fisica delle particelle elementari: la fisica delle interazioni deboli.

### La scoperta dei neutroni lenti e della fissione nucleare
Il gruppo di Fermi cominciò a lavorare sulla radioattività artificiale in seguito alla scoperta della stessa da parte di Irene Curie e suo marito Frederic Joliot nel gennaio del 1934. Nell'autunno del 1934 Fermi e Rasetti cominciarono la costruzione degli strumenti necessari al fine di studiare la radioattività basata sull'esperienza fatta qualche mese prima da Rasetti al Kaiser Wilhelm Institut für Chemie a Berlino. Insieme costruirono una grande camera a nebbia e uno spettrometro a cristalli per raggi γ e vari contatori Geiger-Müller. Le sorgenti di neutroni vennero fornite e preparate da Giulio Cesare Trabacchi, direttore del laboratorio di fisica dell'Istituto Superiore di Sanità. Al contrario di quanto fatto da Curie e Joliot, Fermi decise di bombardare i nuclei bersagli con neutroni (cariche neutre) anziché con particelle α (cariche positive). Utilizzando come sorgenti di neutroni radon e berillio, Fermi cominciò a bombardare gli elementi del sistema periodico in maniera sistematica, ma solo quando arrivò al fluoro e all'alluminio, il suo contatore Geiger-Müller segnò finalmente i primi conteggi.
I primi risultati positivi vennero inviati alla rivista scientifica del CNR Ricerca Scientifica il 25 marzo 1934, spiegati da Fermi come un nucleo che una volta soggetto a bersaglio assorbe un neutrone ed emette una particella α, dando luogo a un nuovo elemento radioattivo con numero atomico minore di due unità rispetto a quello di partenza. Fermi scrisse dieci articoli su questo tema, tutti con il titolo Radioattività provocata da bombardamento di neutroni N, con N da 1 a 10. Il gruppo di Fermi lavorò intensamente sulle nuove ricerche, e data la necessità di profonde conoscenze in chimica, decise di assumere Oscar D'Agostino, un chimico che si trovava a Parigi per approfondire le tecniche di radio chimica. Il lavoro procedeva speditamente e i risultati venivano, come detto, pubblicati immediatamente su Ricerca Scientifica. In poco tempo vennero irradiati con neutroni circa 60 elementi e almeno in 40 vennero identificati nuovi elementi radioattivi. Durante la fase di classificazione delle reazioni, il gruppo si accorse che i neutroni davano luogo alla formazione di nuovi nuclei radioattivi praticamente in tutti gli elementi irradiati, indipendentemente dal numero atomico. Scoprirono inoltre che nel caso di atomi leggeri, i radionuclidi prodotti avevano un numero atomico inferiore di una o due unità rispetto al nucleo iniziale mentre nel caso di elementi più pesanti i nuovi elementi erano isotopi del nucleo bombardato.

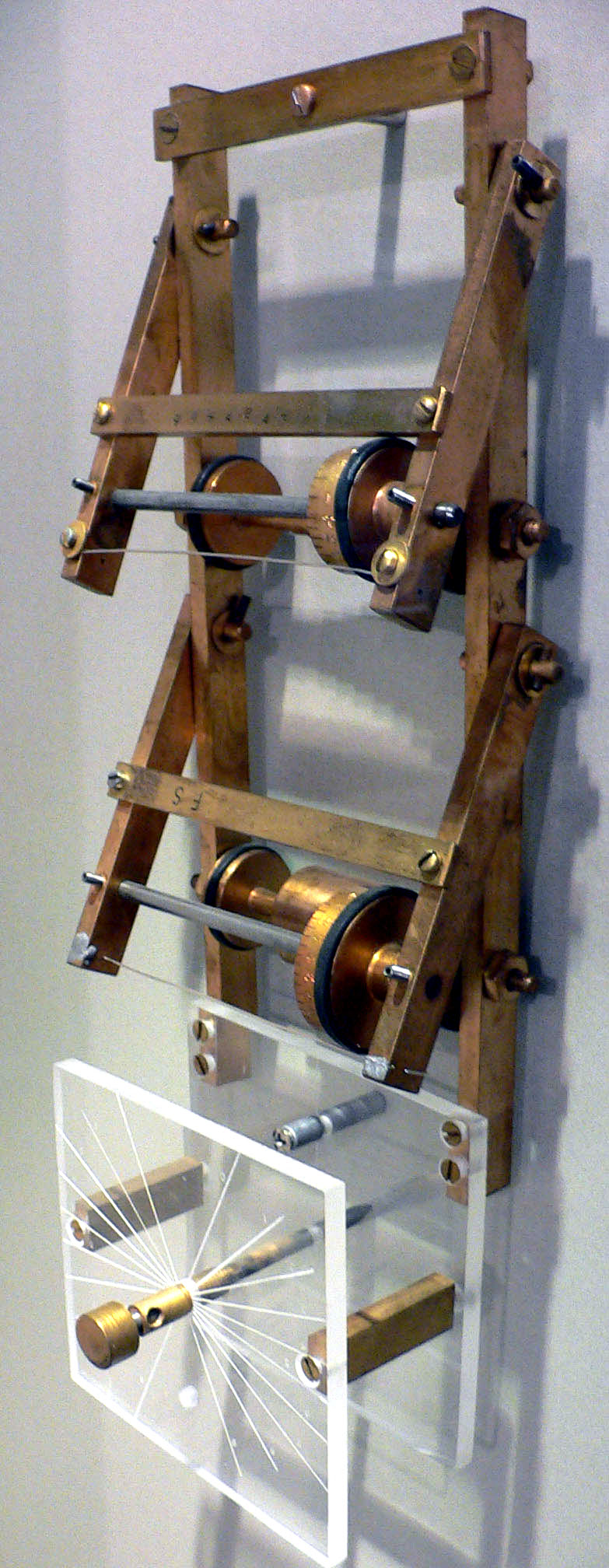
Il FERMIAC inventato da Fermi

I risultati vennero interpretati in termini di reazioni nucleari (n, p) o (n,α), ovvero in termini di altezza del potenziale elettrostatico che le particelle cariche (protoni o particelle α) emesse dai nuclei bersaglio devono attraversare, essendo il potenziale elettrostatico minore per atomi leggeri rispetto agli atomi pesanti. I risultati del gruppo di Fermi fecero presto il giro del mondo, e il loro successo può essere riassunto per esempio con le parole di Lord Ernest Rutherford, eminenza dell'epoca nel campo della fisica nucleare:
Fermi e il suo gruppo proseguirono nella loro attività di bombardamento di tutti gli elementi della tavola periodica. Arrivati al numero 90 (torio) e al numero 92 (uranio), osservarono numerosi radionuclidi che erroneamente interpretarono come nuovi elementi.
La loro scoperta venne confermata dai maggiori fisici dell'epoca. I due nuovi elementi vennero denominati esperio e ausonio in onore di due antiche civiltà italiche. La scoperta, che nei piani di Fermi doveva rimanere segreta, venne invece subito resa pubblica da Corbino durante un discorso, dal titolo Risultati e prospettive della fisica moderna, tenuto di fronte all'Accademia dei Lincei alla presenza del re Vittorio Emanuele III. Fermi era contrario a dichiarazioni sensazionalistiche ed era convinto che le spiegazioni da loro date fossero errate. Infatti ciò che il gruppo aveva scoperto non erano due nuovi elementi, ma si trattava della fissione dell'uranio, come fu suggerito dalla chimica tedesca Ida Noddack. Nella seconda metà del 1934, il gruppo decise di passare da uno studio qualitativo delle attività radioattive dei materiali a uno quantitativo.
Lo studio fu assegnato da Fermi ad Amaldi e a Bruno Pontecorvo che si era da poco unito al gruppo. Il primo obiettivo era quello di ottenere risultati ben riproducibili, ma i due si imbatterono in difficoltà enormi, dato che le proprietà dei vari metalli sembravano dipendere fortemente dai materiali su cui la sorgente di neutroni e il campione irradiato venivano disposti. Per la mattina del 20 ottobre 1934 tutto era pronto per un esperimento sistematico per capire l'origine di questi strani fenomeni. Amaldi costruì il castelletto con pareti di piombo e ripeté le misure, collocando la sorgente e il campione d'argento da irradiare secondo varie disposizioni geometriche. L'esperimento consisteva nel bombardare con neutroni un bersaglio costituito da un campione di argento inserendo tra la fonte e il bersaglio un cuneo di piombo allo scopo di distinguere i neutroni "assorbiti" da quelli "diffusi".
In fisica, non sono rari i casi in cui scoperte e invenzioni sono il frutto del caso fortuito, sotto il quale si cela l'intuizione, la creatività e l'ispirazione dell'autore. Tra i tanti episodi di cui è costellata la storia della scienza uno dei meno noti, ma anche dei più clamorosi, avvenne proprio quella mattina del 20 ottobre 1934 e coinvolse Enrico Fermi durante le sue ricerche sulla radioattività artificiale indotta da neutroni. Fermi si trovava da solo nel laboratorio mentre i suoi collaboratori e allievi erano impegnati in lezioni e sessioni d'esame. Impaziente e irrequieto com'era, decise di avviare subito le procedure previste ma un istante prima di iniziare ebbe un'intuizione e sostituì il cuneo di piombo con un pezzo di paraffina. I risultati, e cioè l'induzione di radioattività artificiale, furono straordinari, ben oltre ogni più rosea previsione, del tutto inaspettati e, al momento, incomprensibili. Fu chiaro in seguito che il successo dell'esperimento si doveva proprio alla paraffina, sostanza ricca di idrogeno, cioè di protoni, che "rallentavano" i neutroni incidenti amplificando la loro efficacia nel determinare la radioattività artificiale. L'esperimento fu ripetuto, per conferma, sostituendo la paraffina con acqua, anch'essa ricca di protoni, ottenendo gli stessi risultati clamorosi.
Emilio Segrè ricorda:
Fermi giustificò immediatamente il tutto nel seguente modo: alla base di tutto stava la definizione di neutroni lenti. Infatti i neutroni venivano rallentati in una serie di urti elastici con i protoni della paraffina aumentando così la loro efficacia nel provocare la radioattività artificiale. Fermi dimostrò come la probabilità di cattura dei neutroni e di produzione delle reazioni nucleari aumentasse con la diminuzione della velocità dei neutroni, cosa inaspettata per l'epoca, visto che si credeva il contrario. Enrico Fermi vinse in seguito a questa scoperta il premio Nobel per la fisica nel 1938. Ma perché allora utilizzò proprio paraffina e perché ebbe questa intuizione apparentemente bizzarra, non è ancora oggi chiaro. Neppure il grande scienziato seppe trovare una risposta e certamente la persona più sorpresa di quella modifica fu proprio lui. Così Subrahmanyan Chandrasekhar, il famoso fisico teorico di origine indiana, ricorda la conversazione che ebbe con Fermi a questo proposito:
La sera stessa Fermi e i suoi colleghi scrissero un breve articolo circa la scoperta per la rivista Ricerca Scientifica. L'articolo venne intitolato Azione di sostanze idrogenate sulla radioattività provocata da neutroni I, in cui gli autori avanzarono come possibile spiegazione:
In seguito a tale scoperta, il gruppo riorganizzò le sue attività di ricerca decidendo di concentrarsi maggiormente sull'effetto dei neutroni lenti piuttosto che sullo studio dei radionuclidi prodotti. La prima ricerca fu di determinare quantitativamente il cosiddetto coefficiente di acquacità che determina di quanto l'immersione in acqua di una sorgente e dei campioni sotto esame aumentasse la radioattività artificiale. Gli esperimenti mostrarono che alcuni elementi avevano una cattura neutronica maggiore di un ordine di grandezza fra 3 e 4 volte maggiore della cosiddetta sezione d'urto geometrica dei nuclei irradiati. Utilizzando la meccanica quantistica, Fermi riuscì a spiegare questo fenomeno, trovando una spiegazione per queste sezioni d'urto anomale e ricavando la legge generale della dipendenza dalla sezione d'urto di cattura dalla velocità dei neutroni incidenti, scoprendo così che, per velocità molto basse, la probabilità di cattura è inversamente proporzionale alla velocità.

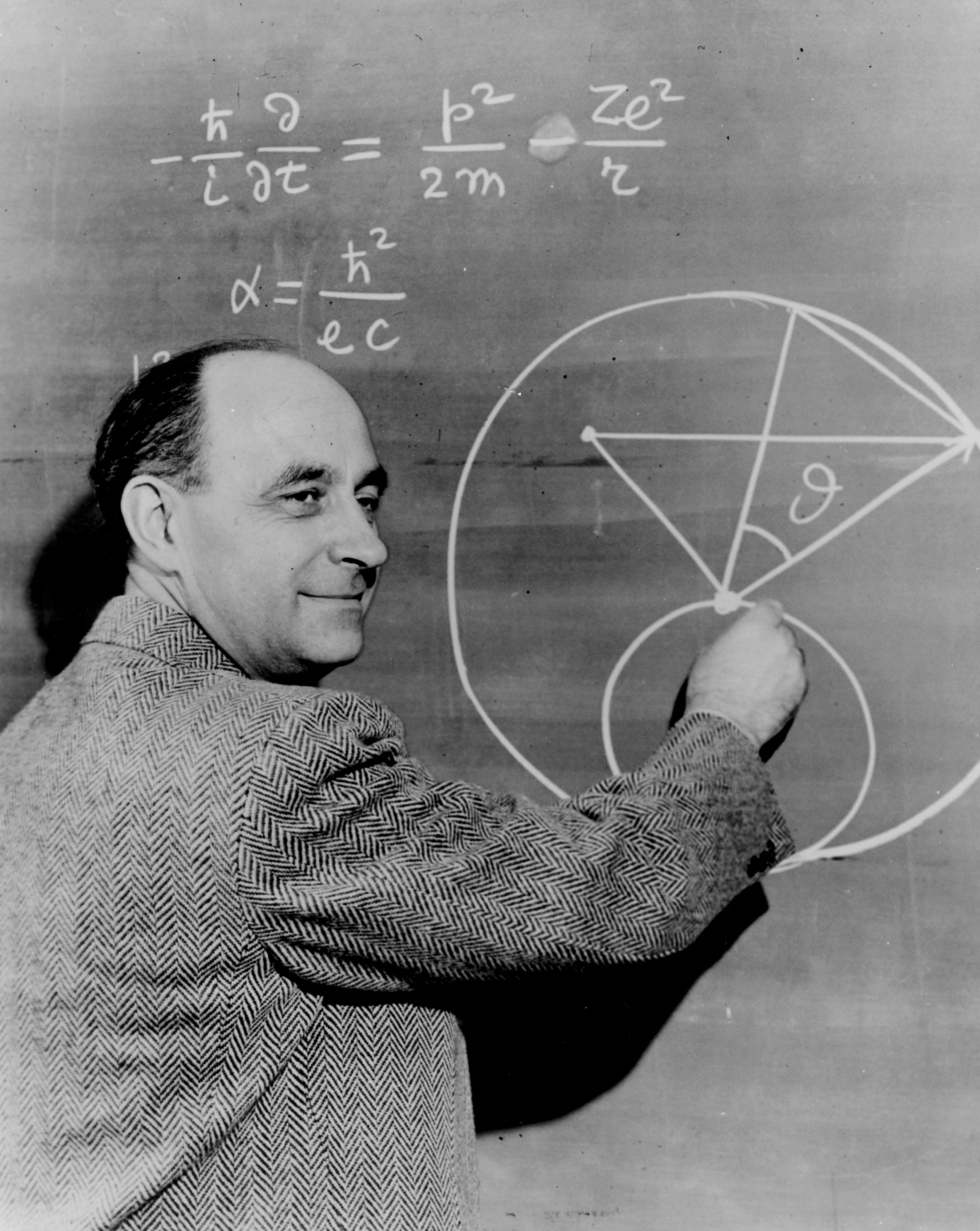
Enrico Fermi durante una lezione

Corbino convinse Fermi e i suoi ragazzi a brevettare il processo di produzione di sostanze radioattive artificiali mediante bombardamento di neutroni e l'aumento dell'efficienza del processo stesso dovuto all'uso dei neutroni lenti. Tale brevetto porta la data del 26 ottobre 1935 e fu determinante per il successivo sviluppo dell'energia atomica. L'attività del gruppo proseguì con la ricerca della comprensione del gran numero di attività indotte nel torio e nell'uranio. L'ipotesi su cui si basava la ricerca era che oltre al decadimento β ci fosse un secondo decadimento denominato α, con un'emissione di nuclei di elio. Amaldi venne incaricato da Fermi di procedere con gli esperimenti alla ricerca degli emettitori α, ricerca che fallì, a parte per il caso dell'uranio.
Nell'estate del 1935, il gruppo cominciò a disperdersi. Rasetti si recò alla Columbia University. Segrè fu anch'esso negli USA e, quando tornò in Italia, vinse la cattedra di fisica sperimentale a Palermo. D'Agostino lasciò il gruppo per andare al neo-costituito Istituto di Chimica del CNR. Pontecorvo partì per Parigi per lavorare con i Joliot-Curie. Majorana infine sparì.
Con le parole di Amaldi
Come reazione al pesante clima politico, i ritmi di lavoro divennero forsennati. Amaldi ricorda:
Verso la fine del 1936 la situazione politica in Italia si deteriorò ulteriormente in seguito all'Asse Roma-Berlino fra l'Italia fascista di Mussolini e la Germania nazista di Hitler. Il colpo del KO al gruppo arrivò il 23 gennaio 1937, quando Corbino morì improvvisamente di polmonite. Fermi ne era il naturale successore alla guida dell'istituto di via Panisperna ma, attraverso manovre politiche, il professor Antonino Lo Surdo riuscì a prendere il posto del defunto Corbino. Il blocco di paraffina utilizzato da Fermi per il suo esperimento del 20 ottobre 1934, recante la sigla "Regio Istituto di Fisica" (RIF), è ancora oggi conservato nel museo del Dipartimento di Fisica dell'Università La Sapienza di Roma.

### La fine del gruppo e il Nobel

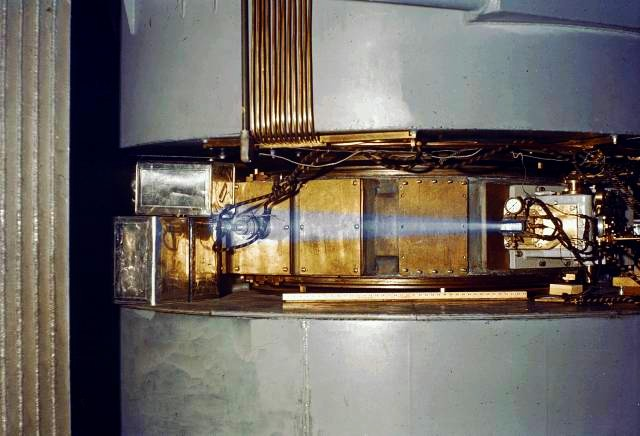
Un ciclotrone di fine anni trenta. Il fascio azzurro è costituito da aria ionizzata da particelle accelerate

La scoperta dei neutroni lenti consolidò definitivamente la fama del gruppo di Fermi a livello mondiale. Già nel 1935, il gruppo si era reso conto che le sorgenti al radon-berillio erano molto deboli e che solo un acceleratore di particelle le avrebbe rese più intense. Fermi, intuendone l'importanza, voleva dotare il gruppo di una macchina di questo tipo. Nell'estate del 1935, Rasetti fu inviato a visitare il laboratorio di Robert Millikan a Pasadena e il Radiation Laboratory a Berkeley al fine di studiare le prestazioni degli impianti realizzati presso quei laboratori nel caso si fosse deciso di costruirne uno in Italia. A Pasadena, Rasetti studiò un acceleratore ad alto voltaggio messo a punto da uno studente di Millikan, mentre a Berkeley studiò il ciclotrone inventato da Ernest Lawrence.
La produzione di neutroni del ciclotrone era dell'ordine di 1010 neutroni al secondo, equivalente ai neutroni ottenibili con un chilogrammo di radon mescolato al berillio. Dopo un anno dalla visita di Rasetti, anche Segrè si recò a Berkeley e notò che il ciclotrone era stato nel frattempo enormemente migliorato. Tornato in Italia, abbandonò insieme a Fermi l'idea di costruire un ciclotrone in Italia a causa del costo elevato. Nel novembre 1936, Fermi e Domenico Marotta, direttore dell'Istituto di Sanità pubblica, presentarono la proposta per realizzare un acceleratore di tipo Cockcraft-Walton da 1 MeV, che sarebbe stato realizzato, presso l'Istituto di Sanità pubblica, solo alcuni mesi dopo la fuga di Fermi dall'Italia fascista. Al fine di mantenere la posizione internazionale raggiunta, Fermi presentò il 29 gennaio 1937 una dettagliata proposta per la costituzione di un Istituto di radioattività nazionale:
e continuava sottolineando che:
Fermi non si limitava a sottolineare l'importanza della ricerca di base, ma evidenziava anche le possibili ricadute pratiche:
La richiesta finale da parte di Fermi era di 300 000 lire più 230 000 per le spese di personale e gestione. Nel 1937 lo stesso Fermi si recò a Berkeley per studiare il modo di costruire un ciclotrone economico, ma questa pianificazione non portò a nulla per il crescente isolamento politico e scientifico che Fermi cominciò a subire dopo la morte di Corbino e che si accentuò ulteriormente con l'improvvisa morte di Guglielmo Marconi, che in quanto presidente del CNR e dell'Accademia d'Italia, era un influente e ascoltato protettore del gruppo. Nel maggio 1938, la proposta di Fermi venne definitivamente affossata con la giustificazione che non vi erano soldi a sufficienza. Venne solo concesso un contributo di 150 000 lire per l'anno 1938-1939. Questa decisione segnò la fine del sogno di un ciclotrone italiano e la morte della fisica nucleare italiana, proprio alcuni mesi prima dell'assegnazione del premio Nobel per la fisica.
In questo periodo maturò la decisione (anche in seguito ai continui viaggi effettuati verso gli USA) di lasciare l'Italia per volare oltre oceano, dato che negli USA vi erano finanziamenti adeguati per la ricerca. Come ricorda Segrè:

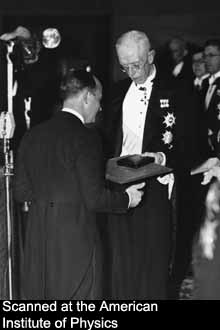
Fermi riceve il Nobel (Karl Sandels)

In aggiunta, la situazione europea, con l'annessione dell'Austria da parte della Germania nazista, cominciava a degenerare rapidamente. Nel luglio 1938 cominciò la campagna antisemita anche in Italia con la pubblicazione del manifesto della razza e le successive leggi razziali, per cui Fermi dovette rinunciare alla collaborazione di alcuni suoi assistenti. Sua moglie stessa, Laura Capon (figlia dell'ammiraglio Augusto Capon), essendo ebrea, era soggetta alle persecuzioni razziali imposte dal regime, insieme ai loro figli. Lo stesso Fermi era soggetto a controlli di ogni tipo. Laura Capon ricorda nel libro Atomi in famiglia che la coppia decise di lasciare l'Italia in seguito all'attuazione di quella legge.
Il 10 novembre 1938, Fermi ricevette, all'età di soli trentasette anni, l'annuncio ufficiale del conferimento del premio Nobel. L'illustre scienziato italiano decise che, dopo la consegna del premio a Stoccolma, avrebbe fatto rotta con la famiglia verso gli Stati Uniti, dove la Columbia University di New York lo aveva invitato per una serie di lezioni. Edoardo Amaldi ricostruisce così l'atmosfera che precedette la proclamazione ufficiale dell'assegnazione a Fermi del Nobel:
Un interessante racconto circa il clima intorno alla figura del famoso fisico romano ci viene da un controllo di routine fatto da un informatore del ministro dell'Interno. In seguito alla cerimonia che la Magneti Marelli, società di cui Fermi era consulente scientifico, organizzò per festeggiare il neo premio Nobel, vennero invitate tutte le maggiori autorità cittadine della regione. Dal racconto dell'informatore:
Il 6 dicembre 1938 Fermi partì con il treno per Stoccolma. Alla stazione Termini, la famiglia Fermi fu accompagnata da Rasetti e Amaldi, che riporta gli ultimi momenti con il maestro:
Il 10 dicembre 1938 l'Accademia delle scienze di Stoccolma conferisce il premio Nobel a Enrico Fermi
Il comportamento di Enrico Fermi durante la consegna del premio fece scalpore all'interno dell'informazione del regime fascista. Come ricorda Amaldi:
Nei giorni successivi Otto Hahn e Fritz Strassmann rilevarono, in seguito al bombardamento dell'uranio con neutroni, la presenza di bario radioattivo, cioè di un elemento con numero atomico intermedio (simile alla scoperta del gruppo di Fermi degli elementi con numero atomico superiore denominati esperio e ausonio). I due scienziati tedeschi ipotizzarono per la prima volta la possibile fissione dell'uranio.

### La fuga negli Stati Uniti e le prime ricerche
Dopo aver ricevuto il premio Nobel, Fermi andò a Copenaghen da Bohr per imbarcarsi insieme alla moglie Laura Capon il 24 dicembre 1938 sul transatlantico Franconia diretto a New York, dove arrivò il 2 gennaio 1939. Egli rimase in un primo momento a New York presso la Columbia University, dove il 25 gennaio dello stesso anno fece parte di un team sperimentale che nel seminterrato dell'università condusse il primo esperimento di fissione nucleare negli Stati Uniti. Fermi verificò gli esperimenti iniziali di Hahn e Strassmann sulla fissione nucleare con l'aiuto di Dunning e Booth e, trasferitosi a Chicago, cominciò la costruzione della prima pila nucleare, la Chicago Pile-1. In un discorso tenuto nel 1954, quando si pensionò da Presidente della Società Americana di Fisica, ricordò l'inizio del progetto:

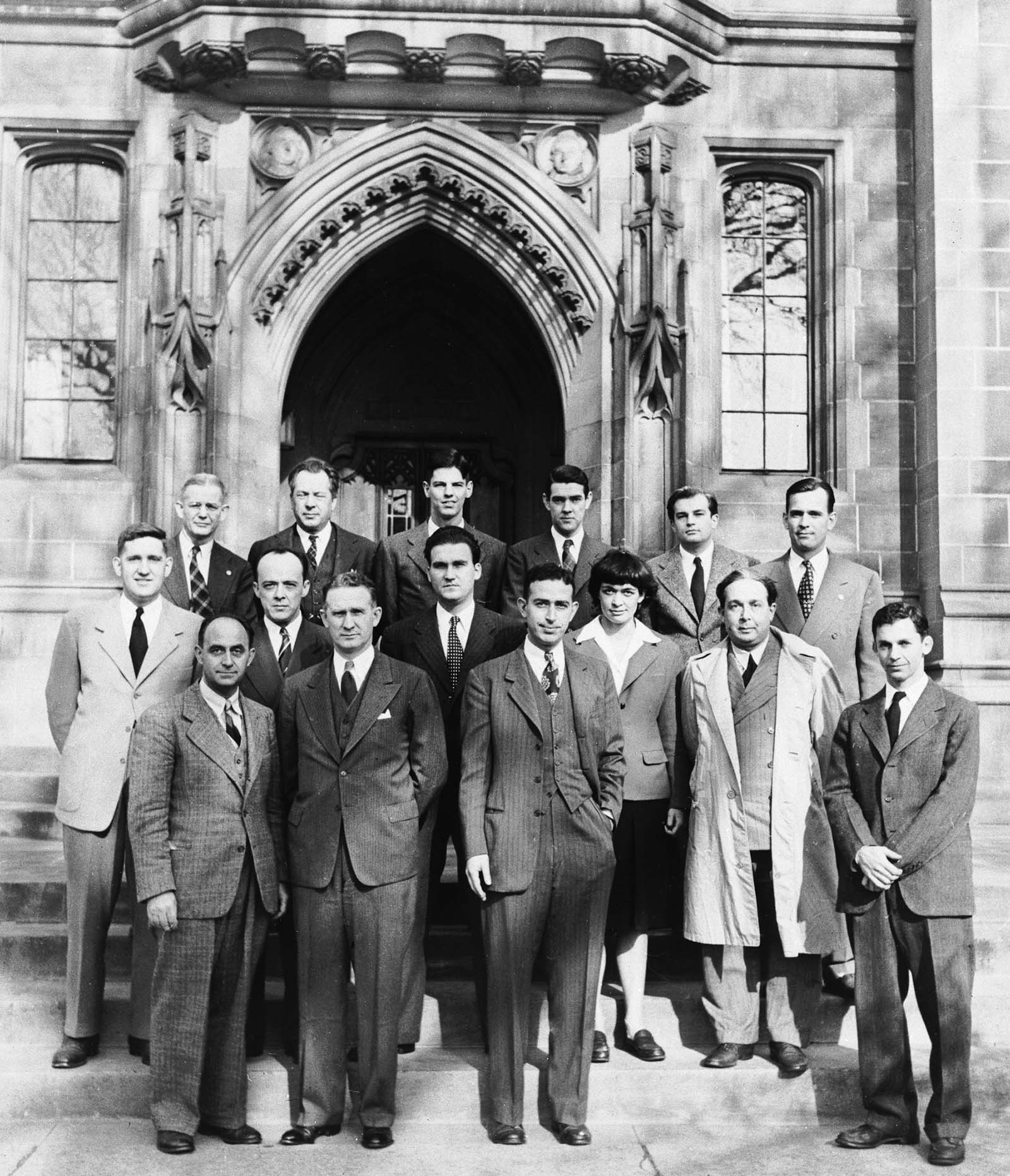
Membri che presero parte alla creazione della Chicago Pile-1 nel quarto anniversario dell’attivazione, 1946 (Fermi è il primo, in prima fila, da sinistra)

Dopo la famosa lettera di Albert Einstein del 1939 (redatta da Leó Szilárd) al Presidente Roosevelt, nella quale, di fronte alla minaccia rappresentata dal regime nazista, veniva sottolineata la possibilità di realizzare una bomba atomica, la Marina stabilì un fondo di 6 000 dollari per la Columbia University, fondo che fu incrementato per il Progetto Manhattan e per il lavoro di Fermi.

### Il progetto Manhattan

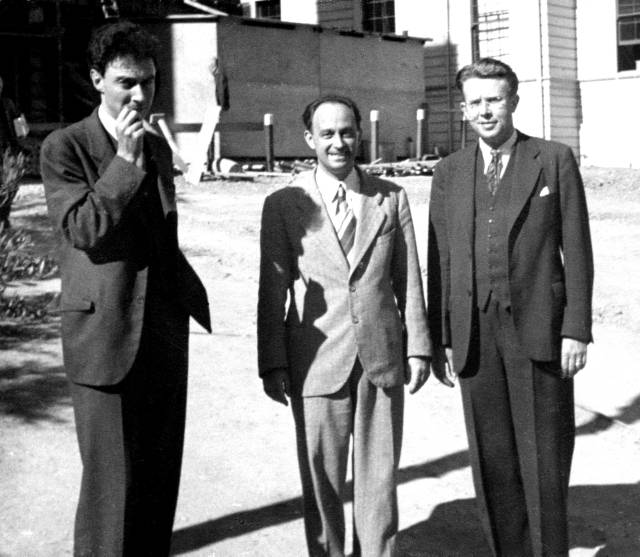
Il direttore del progetto Manhattan, Oppenheimer, con Fermi e Lawrence

Nel suo saluto all'American Physical Society, Fermi disse anche: 
Fu Fermi così a risolvere il primo grande ostacolo scientifico del Progetto Manhattan, il 2 dicembre 1942 alle 14:20 ora locale, quando nel campo da racquets situato sotto le tribune ovest dello stadio abbandonato Alonzo Stagg Field del campus dell'Università di Chicago il gruppo da lui guidato (Fermi assunse il nome in codice di Henry Farmer) iniziò la prima reazione nucleare a catena auto-alimentata (Chicago Pile-1). Un messaggio in codice ("Il navigatore italiano è giunto nel nuovo mondo") fu inviato da Arthur Compton a James B. Conant, presidente del Comitato di ricerca per la difesa nazionale, per avvisarlo che l'esperimento aveva avuto successo. La messa in funzione della Chicago Pile 1 è da tutti considerata come il momento in cui è iniziata l'era dell'energia nucleare. Fermi fu presente quando il reattore "X-10 Graphite" a Oak Ridge, nel Tennessee, divenne critico nel 1943, e quando il "Reattore B" nel sito di Hanford lo fece l'anno successivo. Al Los Alamos National Laboratory, diresse la divisione F, parte della quale lavorò alla bomba a fusione termonucleare (la "Super") di Edward Teller.
Dopo la resa della Germania l'8 maggio 1945, i dubbi degli scienziati impegnati nel Progetto Manhattan erano cresciuti però di intensità. A Chicago, nei giorni immediatamente successivi alla fine della guerra in Europa, Arthur Compton nominò un comitato per affrontare la questione dell'uso della bomba, formato da vari scienziati del Metallurgical Laboratory, fra i quali lo stesso Szilard, e presieduto da James Franck, un fisico tedesco di grande valore, immigrato negli Stati Uniti per sfuggire alle persecuzioni antisemite dei nazisti. All'inizio di giugno del 1945 il rapporto finale, noto come Rapporto Franck anche se stilato in massima parte da Szilárd, fu recapitato urgentemente al ministro della guerra Henry Stimson perché lo inoltrasse al presidente Truman. Nel rapporto si sconsigliava l'uso delle bombe atomiche contro il Giappone e si suggeriva una dimostrazione incruenta della nuova arma.
Non essendo giunto alcun riscontro al Rapporto Franck, Szilárd decise di scrivere una petizione al presidente Truman, e la fece circolare fra gli scienziati del Metallurgical Laboratory, raccogliendo 53 firme. Ne inviò poi alcune copie ai laboratori di Oak Ridge e di Los Alamos, con una lettera di accompagnamento in cui scriveva: «Per quanto limitata sia la possibilità che la nostra petizione possa influire sul corso degli eventi, io personalmente sento che sarebbe importante se un vasto numero di scienziati che hanno lavorato in questo campo si esprimesse pubblicamente con chiarezza e sicurezza sull'opposizione per motivi morali all'uso di queste bombe nell'attuale fase della guerra», ma a Los Alamos la petizione di Szilárd non venne fatta circolare. Inviata da Szilárd attraverso i canali istituzionali, la petizione non raggiunse mai Truman perché «la questione dell'uso della bomba era stata già pienamente affrontata e risolta dalle autorità competenti».

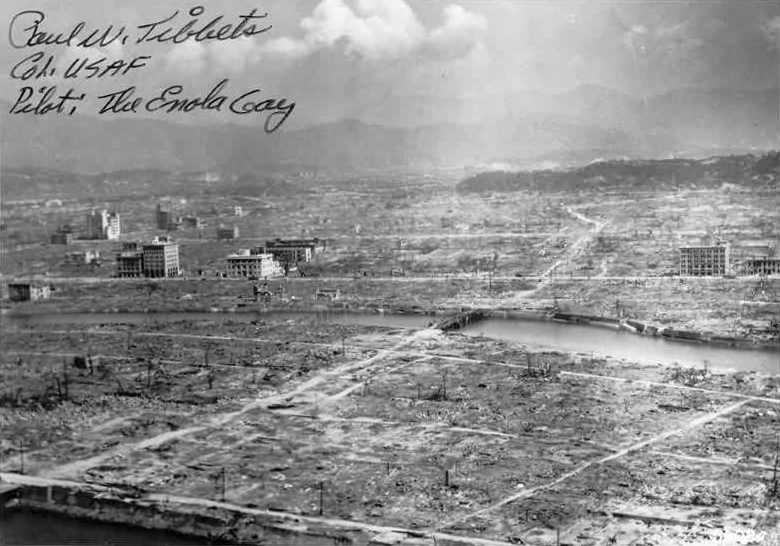
Hiroshima dopo il bombardamento nucleare del 6 agosto 1945

La decisione fu presa al massimo livello politico, ma Fermi e gli altri leader scientifici del Progetto Manhattan svolsero comunque un ruolo importante nel processo decisionale: due mesi prima, nel maggio del 1945, Truman aveva infatti creato un'apposita commissione, nota come Interim Committee per affrontare la questione dell'eventuale uso della bomba atomica. L'Interim Committee fu affiancato da una commissione scientifica composta da quattro scienziati di primo piano del Progetto Manhattan: Oppenheimer, Fermi, Lawrence e Compton, che avevano la responsabilità delicatissima di dare consigli tecnici sull'uso dell'arma nucleare contro il Giappone. I quattro scienziati ricevettero da Stimson il Rapporto Franck ma non lo trovarono convincente.
La raccomandazione di Fermi e degli altri leader del progetto convinse i membri dell'Interim Committee che il 21 giugno approvarono all'unanimità i seguenti provvedimenti:
1. la bomba dovrà essere usata contro il Giappone al più presto;
2. dovrà essere usata su un doppio bersaglio, cioè su installazioni militari o impianti bellici circondati o adiacenti ad abitazioni;
3. dovrà essere usata senza preavviso sulla natura dell'arma.

Era tra gli scienziati presenti al test nucleare Trinity il 16 luglio 1945, la prima esplosione nucleare della storia, dove fu usato il suo "metodo Fermi" per stimare la resa della bomba:
Il 15 luglio, nella notte della vigilia dell'esperimento "Trinity", per allentare la tensione, Fermi propose ai suoi colleghi di fare una scommessa sulla possibilità che la bomba incendiasse o meno l'atmosfera, e, in caso accadesse, se ciò avrebbe distrutto solo lo stato del New Mexico o l'intero pianeta.
Fermi fu eletto membro dell'Accademia Nazionale delle Scienze degli Stati Uniti nel 1945. Dopo la guerra gli fu offerta e accettò la cattedra di fisica Charles H. Swift presso l'Università di Chicago, e divenne membro del nuovo istituto per gli studi nucleari di quell'università.

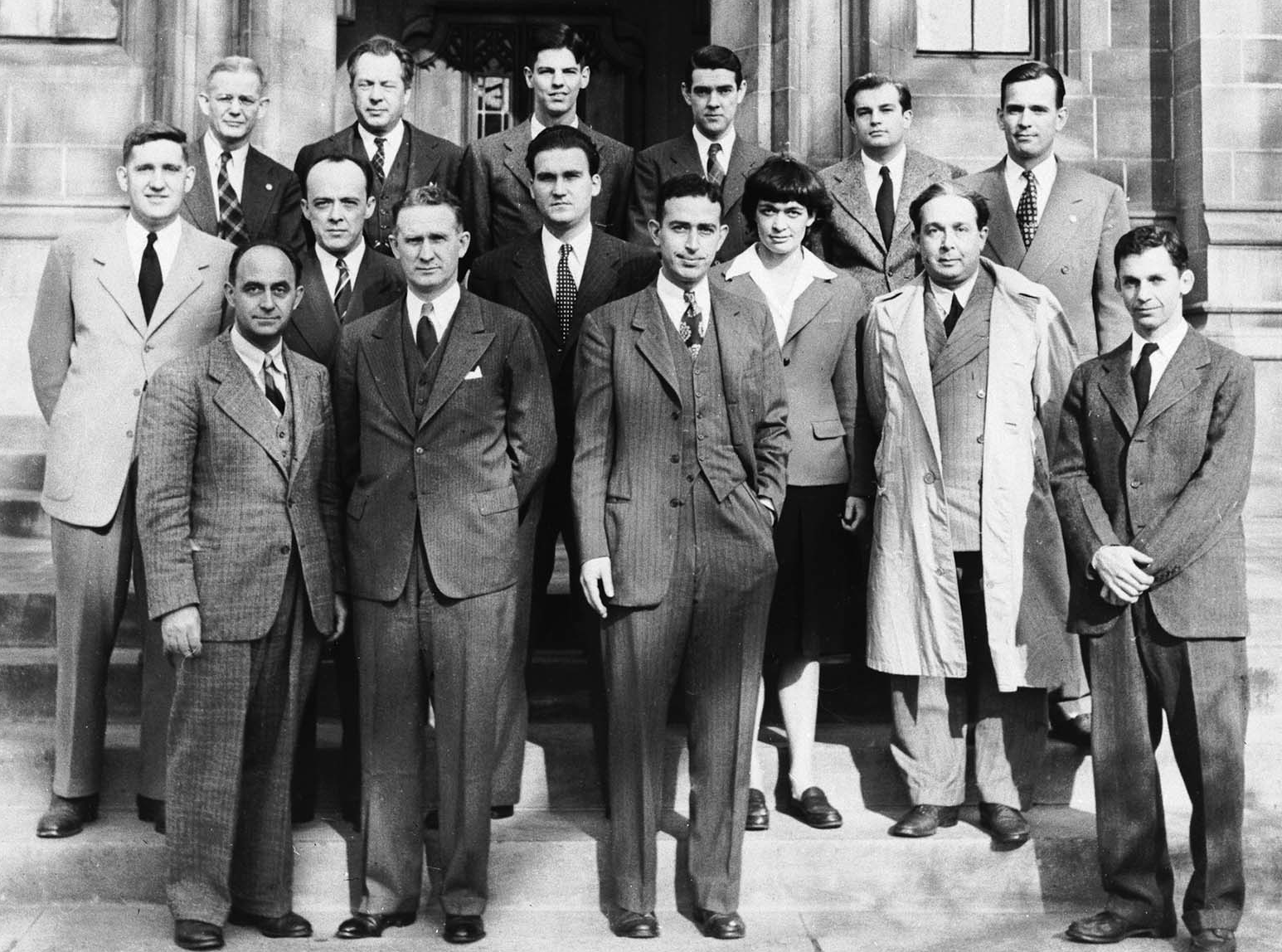
Il team dell'Università di Chicago nel dicembre 1946

Il Progetto Manhattan fu sostituito dalla Commissione per l'energia atomica (AEC) il 1º gennaio 1947 e Fermi fece parte del Comitato consultivo generale, l'influente comitato scientifico presieduto da Robert Oppenheimer. Dopo la detonazione della prima bomba sovietica a fissione nucleare nell'agosto del 1949, si oppose fermamente allo sviluppo di una bomba all'idrogeno, per motivi sia morali sia tecnici.

### Ritorno in Italia
Nell'estate del 1949, Fermi tornò brevemente in Italia per partecipare a una conferenza sui raggi cosmici che si tenne a Como dove ebbe modo di rivedere alcuni colleghi e amici tra i quali Amaldi, Bernardini, Pontecorvo, Segrè. Dopo la conferenza, organizzata dall'Accademia dei Lincei, prima di tornare negli USA, Fermi tenne anche alcune lezioni a Roma e Milano. Le lezioni, raccolte dagli assistenti delle due università, furono pubblicate nel 1950.
Fermi tornò nuovamente in Italia, per l'ultima volta, già gravemente malato, pochi mesi prima di morire, nel 1954 per tenere un corso di lezioni sulla fisica dei pioni e dei nucleoni a Varenna presso villa Monastero, sul lago di Como. La stessa villa è ora sede della Scuola internazionale di fisica, intitolata allo scienziato italiano.

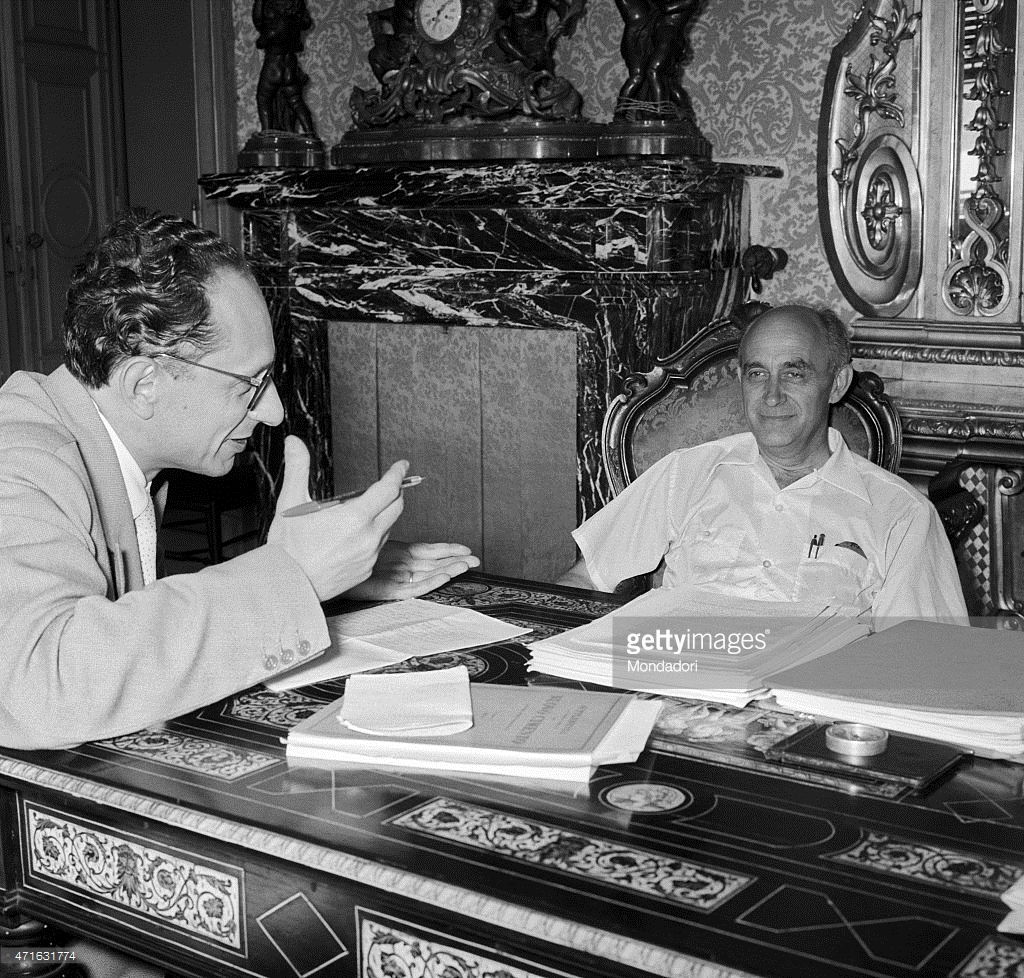
Bruno Pontecorvo e Enrico Fermi nei primi anni '50

### Morte
Il 28 novembre 1954 Fermi morì di tumore dello stomaco a Chicago e venne sepolto nel locale Oak Woods Cemetery. Aveva 53 anni. Di lui Eugene Wigner scrisse: «Dieci giorni prima che Fermi morisse mi disse: "Spero che non duri molto". Si è riconciliato perfettamente con il suo destino».

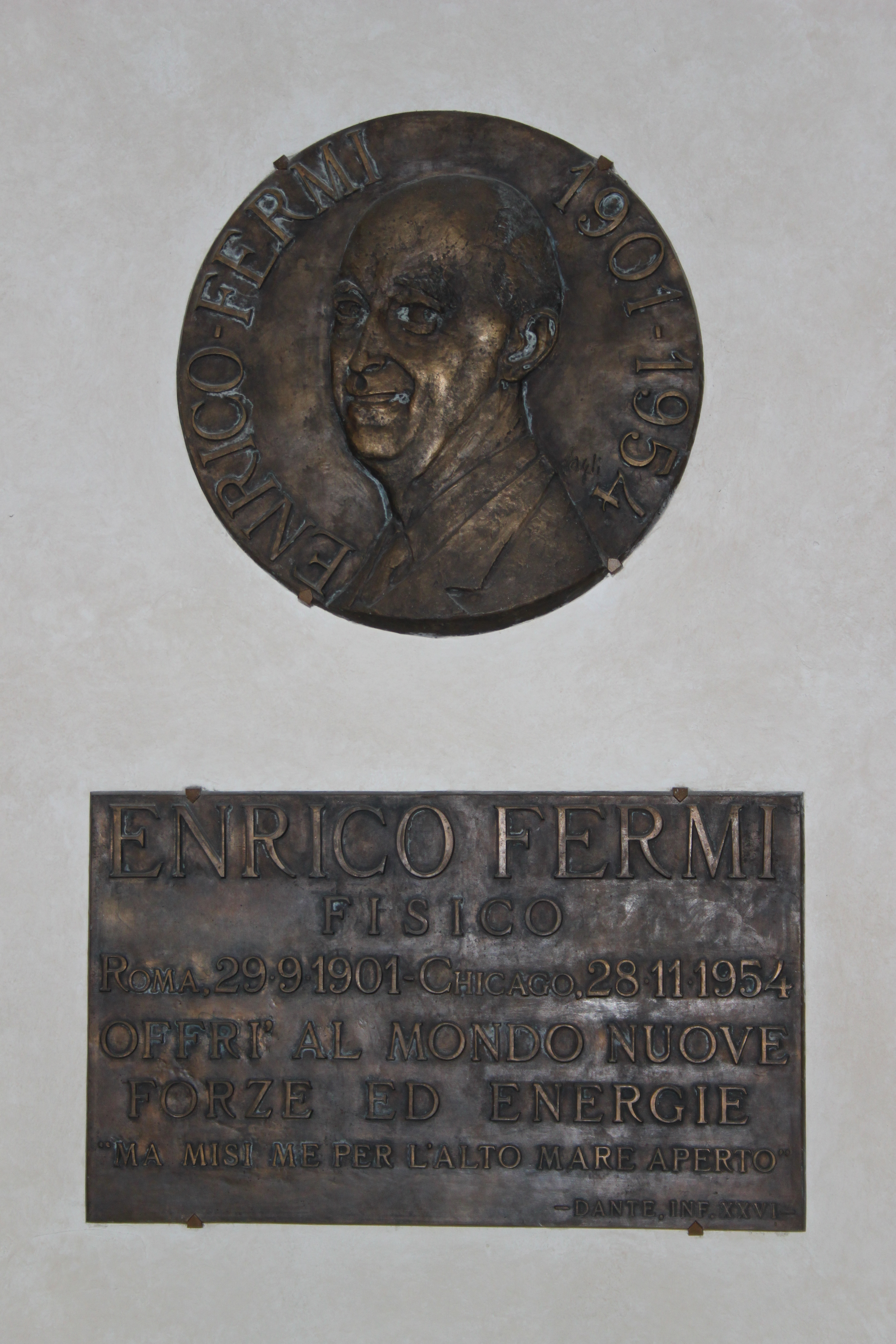
Lapide commemorativa posta nella Basilica di Santa Croce a Firenze in onore di Enrico Fermi

Il professor Edoardo Amaldi ebbe a dire, durante la commemorazione tenuta a classi riunite il 12 marzo 1955 dall'Accademia dei Lincei:
Una lapide commemorativa lo ricorda nella basilica di Santa Croce a Firenze, nota anche come il Tempio dell'itale glorie per le numerose sepolture di artisti, scienziati e personaggi importanti della storia italiana.

### Fermi anticipatore dei suoi tempi
Fermi fu un uomo estremamente brillante, dall'inusuale elasticità mentale e senso comune. Fu un teorico veramente dotato di talento, come dimostra la sua teoria sul decadimento beta. Ebbe lo stesso talento anche sul lavoro in laboratorio, procedendo velocemente e con un grande intuito. Sostenne che fu la sua velocità in laboratorio ad averlo portato al Nobel, e che le stesse scoperte a cui lui era arrivato presto sarebbero state fatte da qualcun altro: lui ci era semplicemente arrivato prima.
Nel 1933 propose il suo famoso studio sul decadimento beta alla rivista scientifica Nature, ma l'editore della rivista lo respinse perché « [...] conteneva speculazioni che erano troppo distanti dalla realtà». Per questo, Fermi pubblicò la sua teoria in italiano e in tedesco.
Comprese immediatamente l'importanza dei calcolatori elettronici, come risultò dal problema di Fermi–Pasta–Ulam–Tsingou.
Non dimenticò mai di essere un precursore dei suoi tempi, ed era solito dire ai suoi allievi preferiti: «Non siate mai i primi, cercate di essere secondi».

## Opere e alcuni lavori

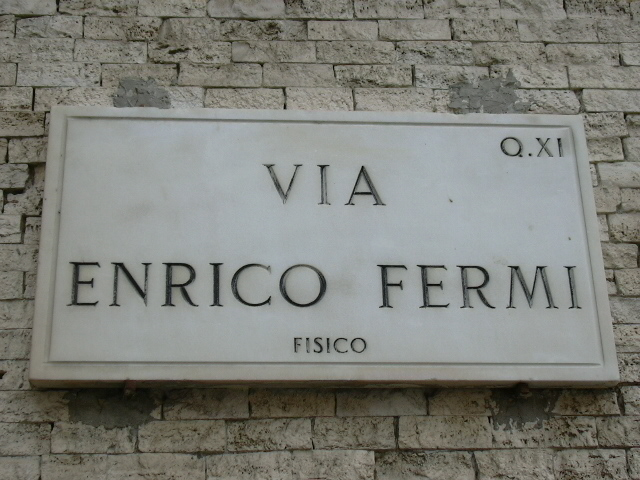
La targa della via di Roma intitolata allo scienziato nel quartiere Portuense

- Introduzione alla fisica atomica, Bologna, Zanichelli, 1928.
- Fisica. Ad uso dei licei, 2 voll., Bologna, Zanichelli, 1929; 1937.
- Sui momenti magnetici dei nuclei atomici, Roma, Tip. Del Senato, G. Bardi, 1930.
- Sul calcolo degli spettri degli ioni, Roma, Tip. Del Senato, G. Bardi, 1930.
- L'effetto Raman nelle molecole e nei cristalli, Roma, Reale Accademia D'Italia, 1932.
- Sulla Teoria delle strutture iperfini, con Emilio Segrè, Roma, Reale Accademia D'Italia, 1933.
- Molecole e cristalli, Bologna, Zanichelli, 1934.
- Conferenze di fisica atomica. Raccolte da professori ed assistenti di fisica delle università di Roma e Milano, Roma, Accademia Nazionale dei Lincei, 1950.
- Particelle elementari, Torino, Einaudi, 1952; Boringhieri, 1963.
- Termodinamica, Torino, Boringhieri, 1958 (traduzione del testo originale Thermodynamics, raccolta di lezioni tenute da E. Fermi nel 1936 presso la Columbia University).
- Note e memorie, 2 voll.,

I, Italia 1921-1938, Roma-Chicago, Accademia Nazionale dei Lincei-The University of Chicago press, 1962.
II, United States 1939-1954, Roma-Chicago, Accademia Nazionale dei Lincei-The University of Chicago Press, 1965.
- Atomi, nuclei, particelle. Scritti divulgativi ed espositivi, 1923-1952, Torino, Bollati Boringhieri, 2009.
- Alcune teorie fisiche. Caorso - Roma, 1919, Piacenza, Tipolito Farnese, 2011 (contiene la riproduzione del taccuino ms. conservato presso la Biblioteca dell'Università di Chicago).
- Notes on Quantum Mechanics (Appunti di meccanica quantistica), Chicago, The University of Chicago Press, 1961 (pubblicato postumo).

## Allievi famosi di Enrico Fermi
Gli allievi di Enrico Fermi le cui doti si sono distinte fra gli altri sono stati:
- Mario Ageno
- Edoardo Amaldi
- Herbert Lawrence Anderson
- Owen Chamberlain – Premio Nobel 1959
- Geoffrey Chew
- Jerome Isaac Friedman – Premio Nobel 1990
- Murray Gell-Mann – Premio Nobel 1969
- Marvin Leonard Goldberger
- Richard Lawrence Garwin
- David Lazarus
- Tsung-Dao Lee – Premio Nobel 1957
- Ettore Majorana
- Jay Orear
- Bruno Pontecorvo
- James Rainwater – Premio Nobel 1975
- Franco Rasetti
- Arthur Rosenfeld
- Emilio Segrè – Premio Nobel 1959
- Jack Steinberger – Premio Nobel 1988
- Sam Treiman
- Gian Carlo Wick
- Chen Ning Yang – Premio Nobel 1957

## Intitolazioni
- Fermione.
- Fermi, unità di misura.
- Problema di Fermi.
- Paradosso di Fermi.
- Condensato di Fermi.
- Campo fermionico.
- Gas di Fermi.
- Liquido di Fermi.
- Statistica di Fermi-Dirac.

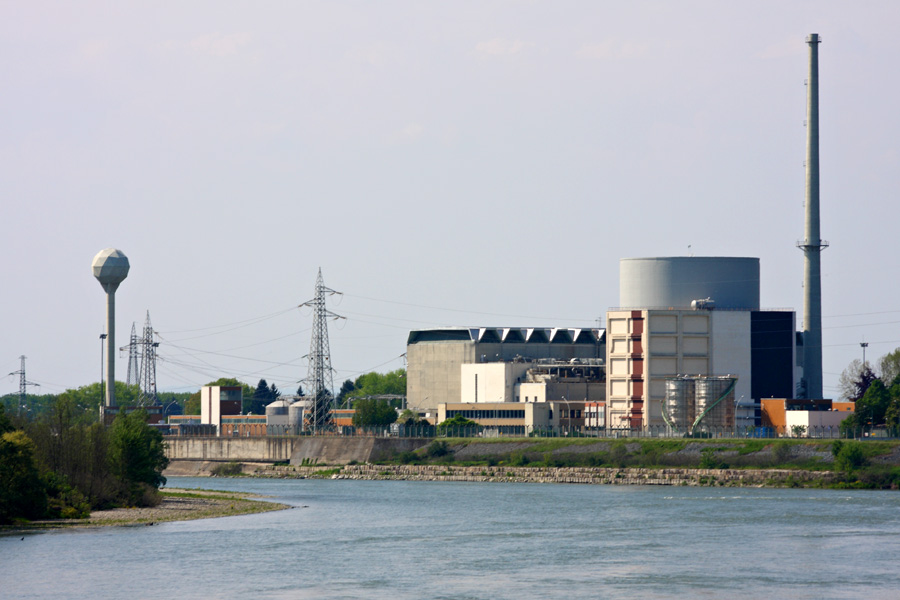
La centrale nucleare di Trino Vercellese, intitolata a Fermi

- Livello di Fermi e di quasi Fermi.
- Energia di Fermi.
- Impulso di Fermi.
- Lunghezza di Fermi.
- Ricorrenza di Fermi-Pasta-Ulam.
- Fermio, elemento nº 100 della tavola periodica.
- Cratere Fermi, cratere lunare[43]
- Asteroide 8103 Fermi.
- Fermi, architettura per GPU.
- Centrale nucleare Enrico Fermi.
- Nave Enrico Fermi.
- Acceleratore di particelle lineare (FEL) presso il centro di ricerca Elettra Sincrotrone in prossimità di Trieste[44].
- Satellite GLAST dedicato allo studio dei raggi gamma, chiamato Fermi Gamma-ray Space Telescope[45].
- Riconoscimento presidenziale statunitense Enrico Fermi[46].
- Premio Enrico Fermi della Società italiana di fisica.
- Premio Enrico Fermi del Dipartimento dell'Energia degli Stati Uniti d'America.
- Laboratorio americano Fermilab.
- Dipartimento di fisica della Università di Chicago dove era solito lavorare, ora conosciuto come The Enrico Fermi Institute.
- Dipartimento di fisica dell'Università di Pisa, presso il quale ha studiato.
- Dipartimento di Ingegneria Nucleare del Politecnico di Milano.
- Edificio del dipartimento di fisica della Università degli Studi di Roma "La Sapienza".
- Numerose scuole superiori, soprattutto licei scientifici e istituti tecnici, in varie città d'Italia.
- Stazione della metropolitana di Roma (Linea B): EUR Fermi.
- Capolinea della metropolitana di Torino.
- Due francobolli delle poste italiane, il primo nel 1967 da 50 lire e il secondo nel 2001 da 800 lire.

## Riconoscimenti
- Nel 1926 gli fu assegnata la Medaglia Matteucci[47];
- Nel 1938 gli fu assegnato il premio Nobel per la fisica;
- Nel 1947 gli fu assegnata la Medaglia Franklin[48];
- Nel 1953 gli fu assegnato l'Henry Norris Russell Lectureship;
- Nel 1954 gli fu assegnata la Medaglia Max Planck.

## Filmografia e documentari
- Il film I ragazzi di via Panisperna venne dedicato a Enrico Fermi e al gruppo di grandi scienziati (Segrè, Pontecorvo, Amaldi e Majorana) che egli raccolse attorno a sé all'istituto di via Panisperna di Roma. Andò in onda per la prima volta in due puntate su Rai2 nel 1990. È disponibile gratuitamente su RaiPlay.
- Il documentario "L'incredibile storia di Enrico Fermi" venne prodotto dalla RAI per celebrare il centesimo anniversario della nascita dello scienziato. Andò in onda per la prima volta il 18 settembre 2001[49] su Rai 1 in una puntata di Speciale Superquark.[50]
- To Fermi with love è la registrazione di un'intervista del 1955 in cui lo scienziato parla del suo lavoro e delle scoperte.[51][52]
- The world of Enrico Fermi del 1970.[53]
- Il documentario "Nel regno dei fatti - Storia di Enrico Fermi" è disponibile su Mediaset Infinity in tre episodi: Ep. 1 - Enrico fermi, il fisico che divenne "papa", Ep. 2 - Fermi e i ragazzi di via Panisperna, Ep. 3 - La fisica dopo Fermi.